# Bahnradsport-Europameisterschaften der Junioren/U23 2022

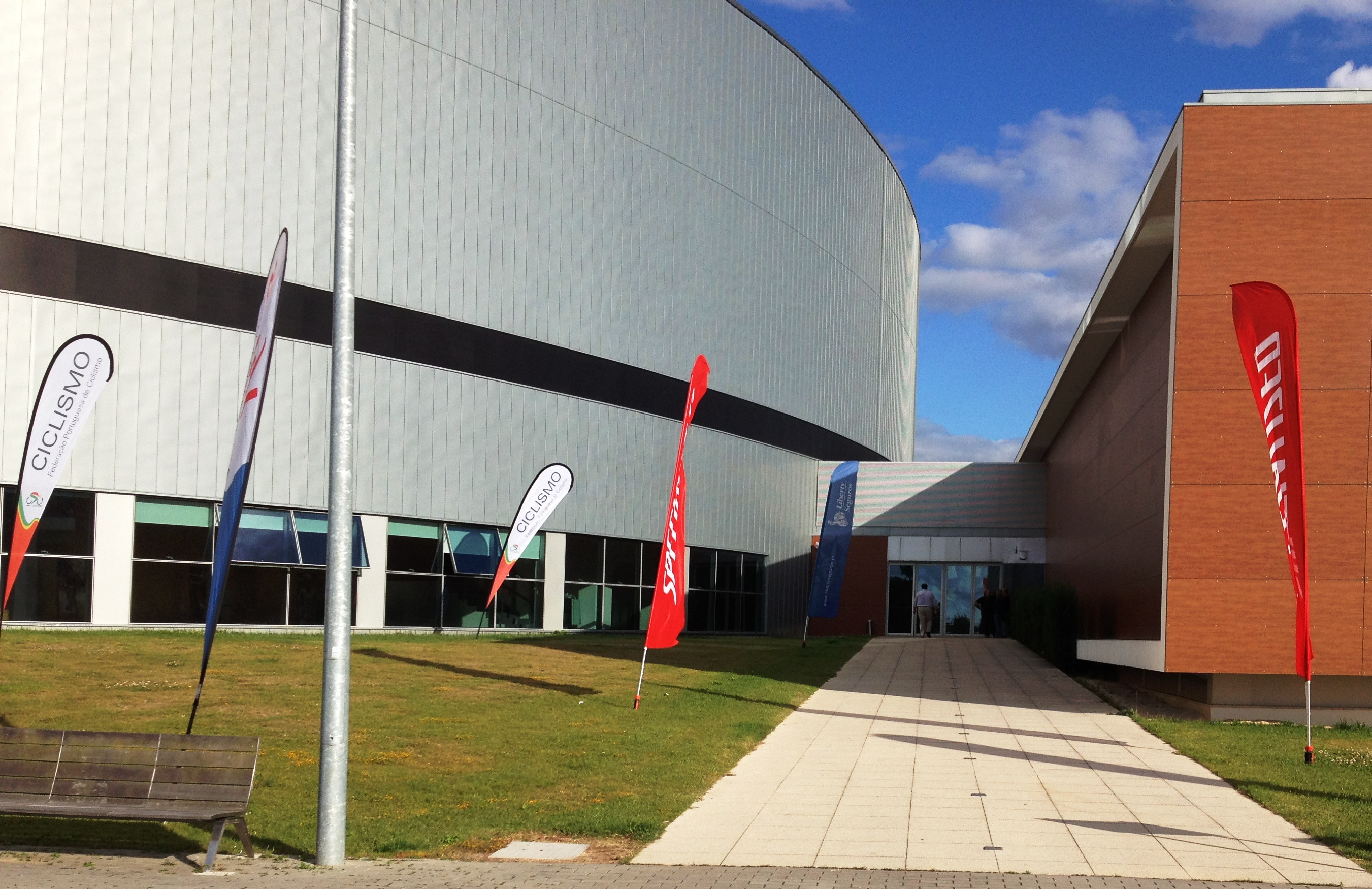
Die Wettkampfstätte Velódromo Nacional

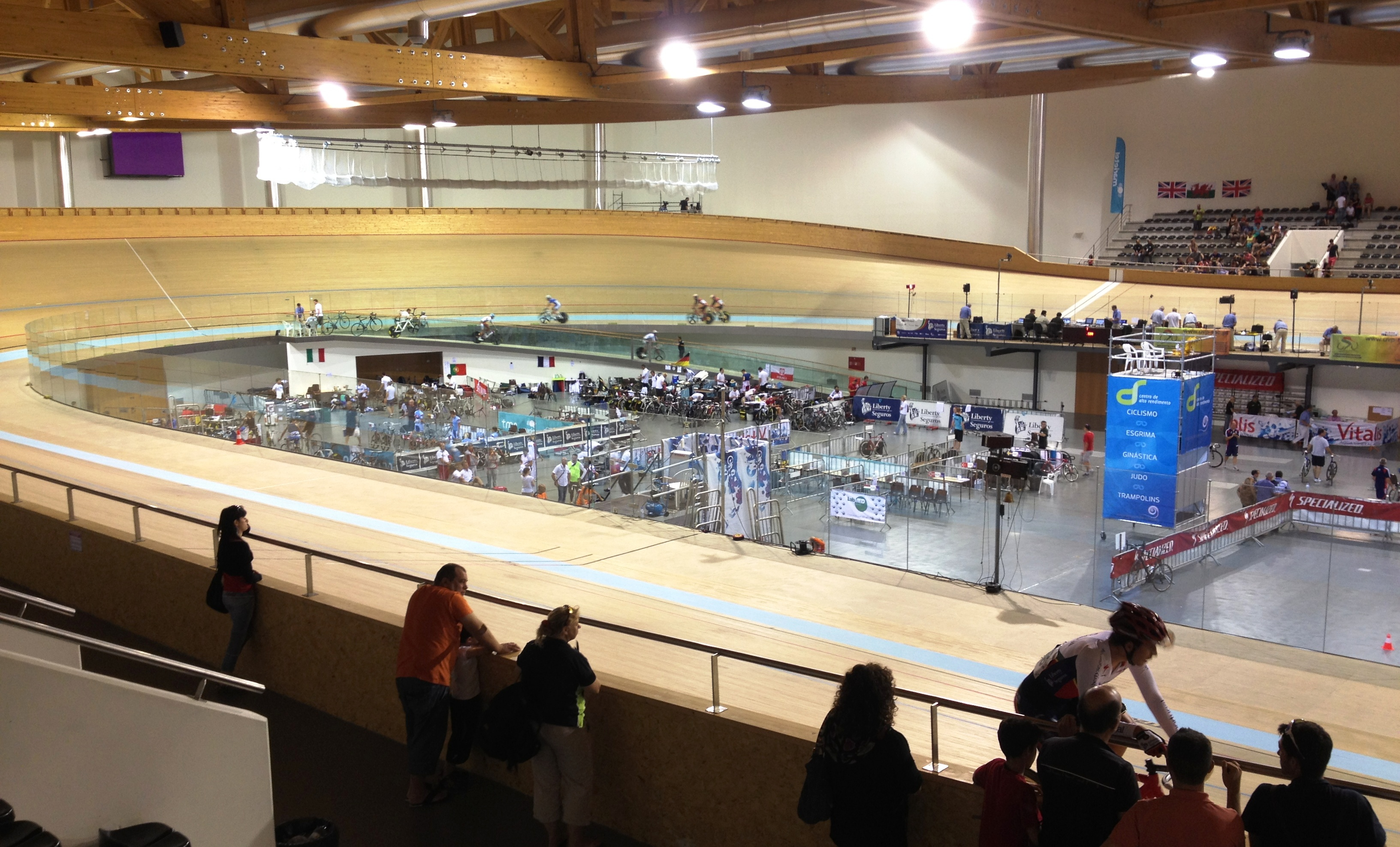
Innenraum des Velodroms

Die Bahnradsport-Europameisterschaften der Junioren/U23 2022 (2022 UEC Track Juniors & U23 European Championships) fanden vom 14. bis 19. Juli 2022 im portugiesischen Sangalhos bei Anadia im dortigen Velódromo Nacional statt. Damit wurden die Europameisterschaften für die Klassen U23 und Junioren zum sechsten Mal nach 2011, 2012, 2013, 2014 und 2017 in Sangalhos ausgetragen.
Anfang Dezember 2021 wurde bekannt gegeben, dass die Bahneuropameisterschaften im Rahmen eines dreiwöchigen Junioren- und U23-Radsportevents ausgetragen werden, bei dem die Straßen-, Bahn- und Mountainbike-Europameisterschaften für diese Altersklassen in Anadia ausgetragen werden.

## Verlauf
Die italienische Mannschaft dominierte diese Austragung der Bahneuropameisterschaften für die Nachwuchskategorien. Insgesamt errangen die italienischen Fahrer und Fahrerinnen 23 Medaillen, davon 16 goldene (von insgesamt 44). Die deutsche Mannschaft belegte mit acht Goldmedaillen Platz zwei im Medaillenspiegel, gewann allerdings insgesamt 29 Medaillen; das britische Team gewann 21 Medaillen, davon fünf goldene. Der Erfolg der Italiener beruhte wie schon in den letzten Jahren hauptsächlich auf den konstanten Erfolge der Frauen, in diesem Jahr ergänzt durch Siege der italienischen Männer in den Sprintdisziplinen, in denen das Land bisher wenig Erfolge vorweisen konnte.
Die deutsche Fahrerin Alessa-Catriona Pröpster gewann drei EM-Titel und führte damit die Tradition der deutschen Sprinterinnen fort. In der Juniorinnen-Kategorie war Clara Schneider erfolgreich und ebenfalls die JuniorenTeamsprint-Mannschaften aus Deutschland (männlich und weiblich). Maximilian Schmidbauer wurde erster österreichischer U23-Europameister; sein Mannschaftskollege Tim Wafler wurde Vize-Europameister im Scratch und belegte im Omnium Rang vier. Die Mannschaft aus der Schweiz ging hingegen leer aus.

## Zeitplan (Finalrennen)

### U23
| Datum                | Disziplinen Männer                           | Disziplinen Frauen                          |
| -------------------- | -------------------------------------------- | ------------------------------------------- |
| Donnerstag, 14. Juli | Einerverfolgung, Ausscheidungsfahren         | Einerverfolgung, Ausscheidungsfahren        |
| Freitag, 15. Juli    | Scratch, Teamsprint                          | Scratch, Teamsprint                         |
| Samstag, 16. Juli    | 1000-Meter-Zeitfahren, Mannschaftsverfolgung | Mannschaftsverfolgung, 500-Meter-Zeitfahren |
| Sonntag, 17. Juli    | Punktefahren,                                | Punktefahren, Sprint                        |
| Montag, 18. Juli     | Omnium, Sprint                               | Omnium                                      |
| Dienstag, 19. Juli   | Keirin, Zweier-Mannschaftsfahren             | Keirin, Zweier-Mannschaftsfahren            |

### Junioren/Juniorinnen
| Datum                | Disziplinen Junioren                                              | Disziplinen Juniorinnen                    |
| -------------------- | ----------------------------------------------------------------- | ------------------------------------------ |
| Donnerstag, 14. Juli | Scratch, Teamsprint                                               | Teamsprint, Scratch                        |
| Freitag, 15. Juli    | 1000-Meter-Zeitfahren, Mannschaftsverfolgung, Ausscheidungsfahren | Mannschaftsverfolgung, Ausscheidungsfahren |
| Samstag, 16. Juli    | Einerverfolgung                                                   | Einerverfolgung, Sprint                    |
| Sonntag, 17. Juli    | Sprint, Omnium                                                    | 500-Meter-Zeitfahren, Omnium               |
| Montag, 18. Juli     | Keirin, Punktefahren                                              | Keirin, Punktefahren                       |
| Dienstag, 19. Juli   | Zweier-Mannschaftsfahren                                          | Zweier-Mannschaftsfahren                   |

## Resultate U23
- Legende: „G“ = Zeit aus dem Finale um Gold; „B“ = Zeit aus dem Finale um Bronze
- Fahrerinnen und Fahrer, deren Name kursiv geschrieben sind, bestritten bei Mannschaftswettbewerben lediglich die Qualifikation oder die erste Runde.

### Sprint

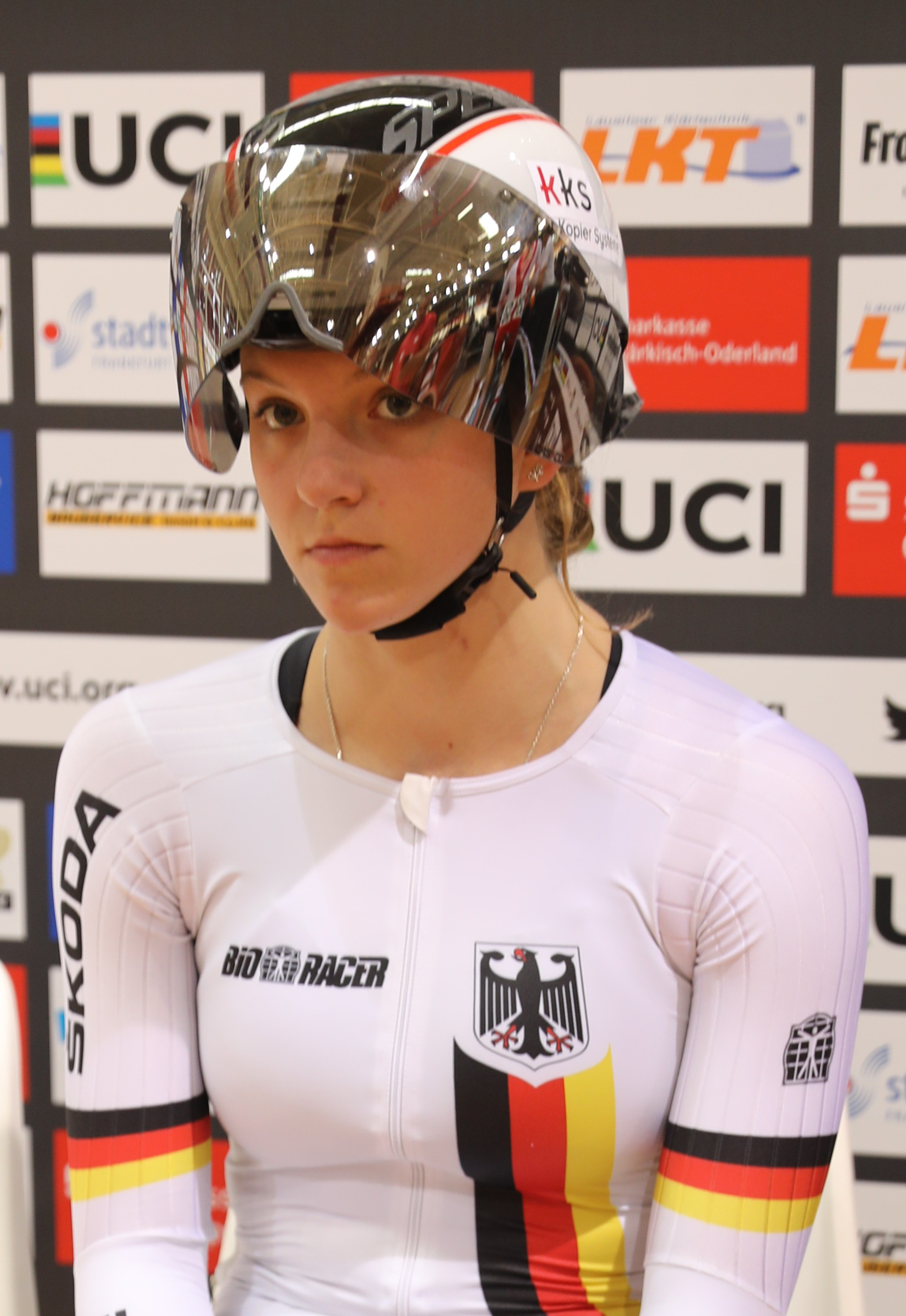
Die deutsche Sprinterin Alessa-Catriona Pröpster errang drei Goldmedaillen

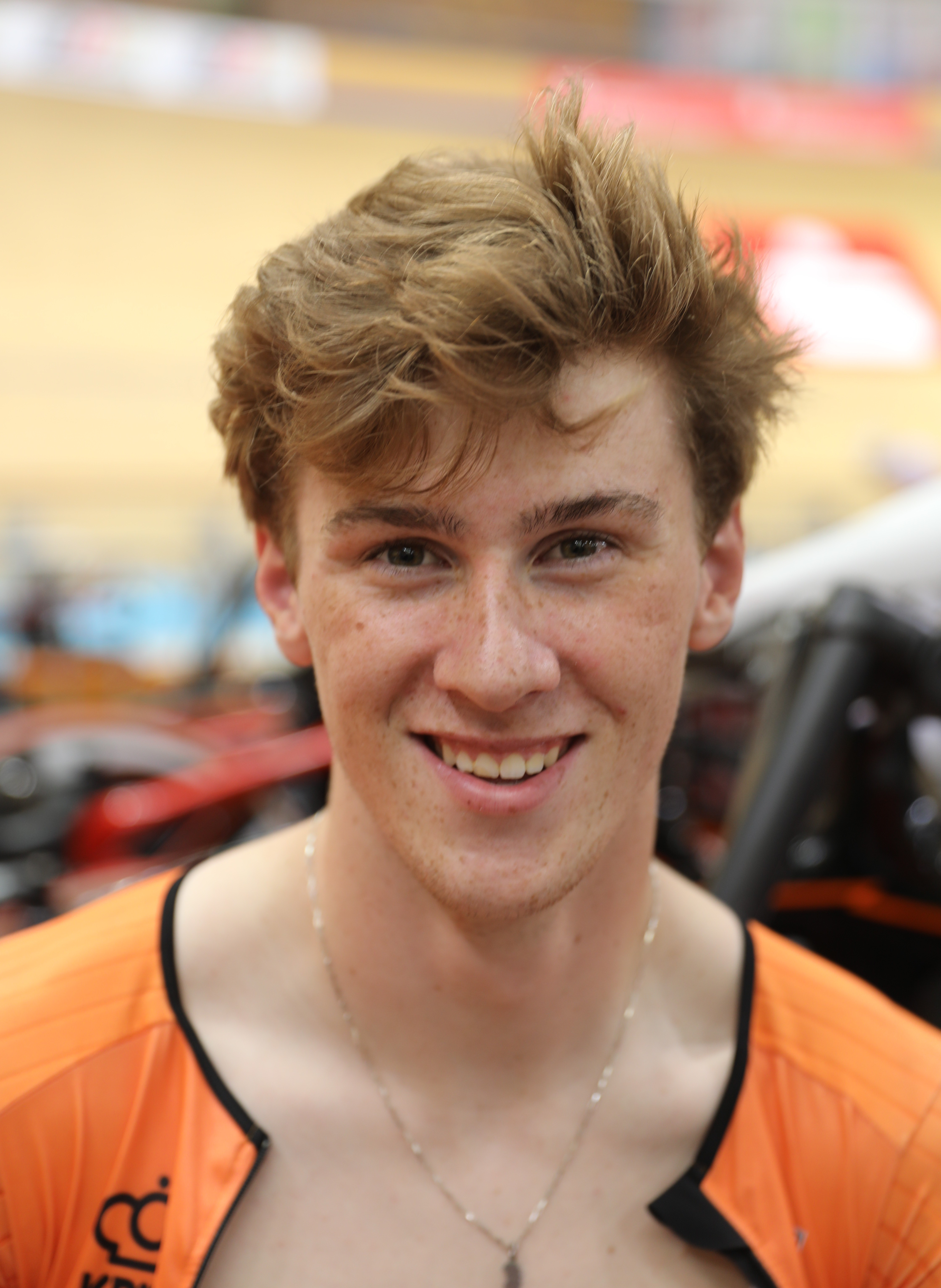
Der Niederländer Tijmen van Loon wurde U23-Europameister im Sprint

| Platz | Sportler        | Land | Zeit (s)              |
| ----- | --------------- | ---- | --------------------- |
|       | Tijmen van Loon | NED  | 10,322 (1) 10,375 (2) |
|       | Anton Höhne     | GER  |                       |
|       | Willy Weinrich  | GER  | 10,581 (1) 10,537 (2) |

| Platz | Sportlerin               | Land | Zeit (s)              |
| ----- | ------------------------ | ---- | --------------------- |
|       | Alessa-Catriona Pröpster | GER  | 11,612 (1) 11,523 (2) |
|       | Julie Michaux            | FRA  |                       |
|       | Taky Marie-Divine Kouamé | FRA  | 11,772 (1) 11,532 (2) |

### Keirin
| Platz | Sportler           | Land |
| ----- | ------------------ | ---- |
|       | Matteo Bianchi     | ITA  |
|       | Daniele Napolitano | ITA  |
|       | Anton Höhne        | GER  |

| Platz | Sportlerin               | Land |
| ----- | ------------------------ | ---- |
|       | Alessa-Catriona Pröpster | GER  |
|       | Taky Marie-Divine Kouamé | FRA  |
|       | Paulina Petri            | POL  |

### Teamsprint

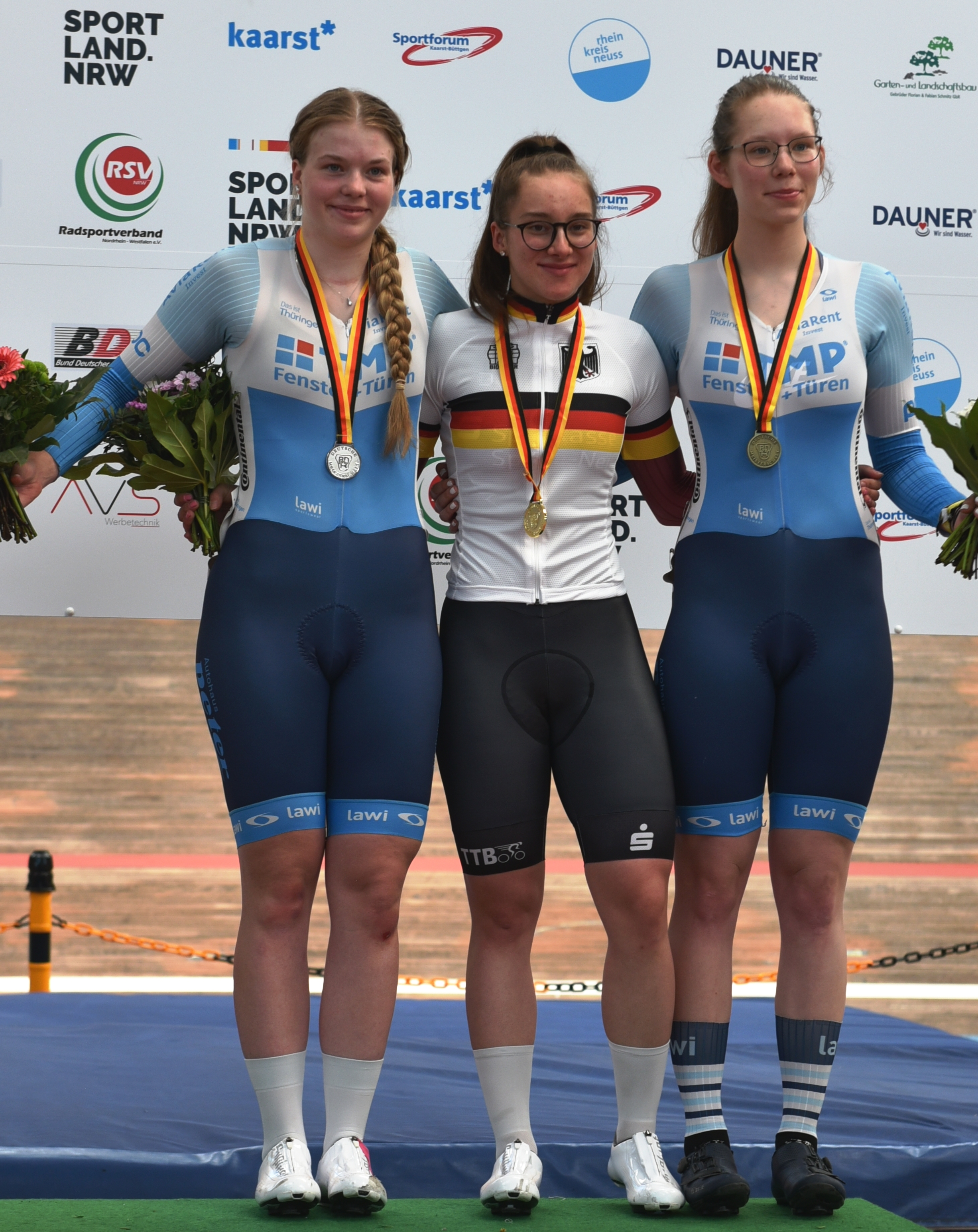
Lara-Sophie Jäger (l,), Clara Schneider (M.) und Stella Müller (hier bei der DM 2022) gewannen den Teamsprint der Juniorinnen

| Platz | Sportler                                         | Land | Zeit (s) |
| ----- | ------------------------------------------------ | ---- | -------- |
|       | James Bunting Marcus Hiley Hayden Norris         | GBR  | 44,168 G |
|       | Paul Schippert Willy Weinrich Anton Höhne        | GER  | 44,174 G |
|       | Matteo Bianchi Daniele Napolitano Matteo Tugnolo | ITA  | 44,951 B |

| Platz | Sportlerin                                                   | Land | Zeit (s) |
| ----- | ------------------------------------------------------------ | ---- | -------- |
|       | Katharina Albers Alessa-Catriona Pröpster Christina Sperlich | GER  | 49,293   |
|       | Joanna Blaszczak Paulina Petri Nikola Sibiak Natalia Wezyk   | POL  | 49,610   |

### Zeitfahren

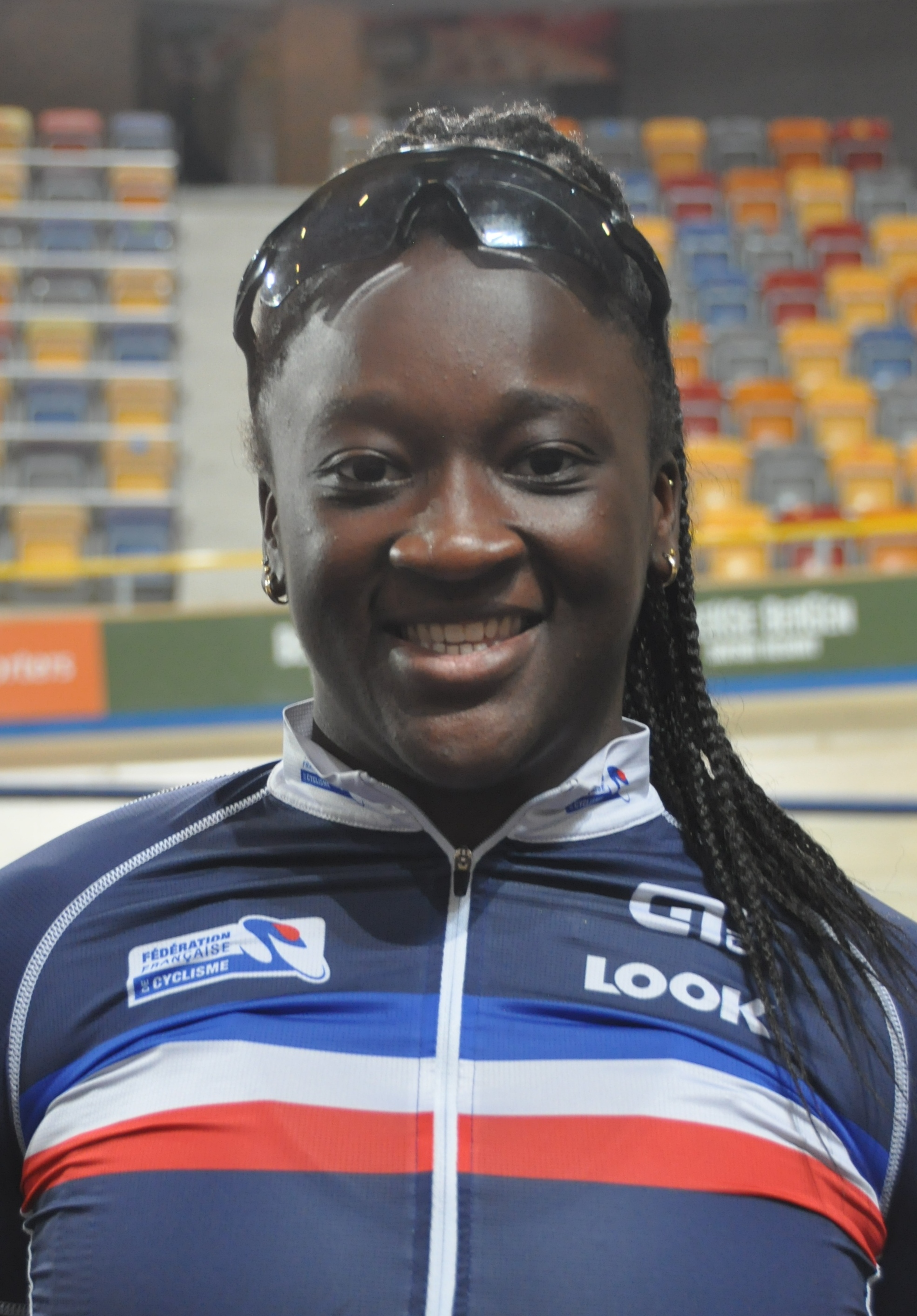
Die Französin Taky Marie-Divine Kouamé entschied das Zeitfahren der U23-Frauen mit dem neuen französischen Rekord von 33,860 Sekunden für sich

| Platz | Sportler       | Land | Zeit (min) |
| ----- | -------------- | ---- | ---------- |
|       | Matteo Bianchi | ITA  | 1:00,911   |
|       | Anton Höhne    | GER  | 1:01,316   |
|       | Hayden Norris  | GBR  | 1:01,541   |

| Platz | Sportlerin               | Land | Zeit (s) |
| ----- | ------------------------ | ---- | -------- |
|       | Taky Marie-Divine Kouamé | FRA  | 33,860   |
|       | Veronika Jaborníková     | CZE  | 34,690   |
|       | Alessa-Catriona Pröpster | GER  | 34,750   |

### Einerverfolgung
| Platz | Sportler            | Land | Zeit (min) |
| ----- | ------------------- | ---- | ---------- |
|       | Nicolas Heinrich    | GER  | 4:13,524 G |
|       | Tobias Buck-Gramcko | GER  | 4:14,784 G |
|       | Manlio Moro         | ITA  | 4:13,239 B |

| Platz | Sportlerin        | Land | Zeit (min) |
| ----- | ----------------- | ---- | ---------- |
|       | Vittoria Guazzini | ITA  | 3:27,222 G |
|       | Ella Barnwell     | GBR  | OVL        |
|       | Silvia Zanardi    | ITA  | 3:29,598 B |

### Mannschaftsverfolgung
| Platz | Sportler                                                         | Land | Zeit (min) |
| ----- | ---------------------------------------------------------------- | ---- | ---------- |
|       | Davide Boscaro Mattia Pinazzi Manlio Moro Niccolò Galli          | ITA  | 3:55,294 G |
|       | Gianluca Pollefliet Noah Vandenbranden Thibaut Bernard Tuur Dens | BEL  | DNF G      |
|       | Clément Petit Nicolas Hamon Eddy Le Huitouze Clément Cordenos    | FRA  | 3:55,647 B |

| Platz | Sportlerin                                                                     | Land | Zeit (min) |
| ----- | ------------------------------------------------------------------------------ | ---- | ---------- |
|       | Silvia Zanardi Vittoria Guazzini Eleonora Gasparrini Matilde Vitillo           | ITA  | 4:18,521 G |
|       | Eluned King Ella Barnwell Kate Richardson Sophie Lewis                         | GBR  | 4:25,943 G |
|       | Fabienne Jährig Lana Eberle Lena Charlotte Reißner Hanna Dopjans Marla Sigmund | GER  | 4:27,731 B |

### Ausscheidungsfahren

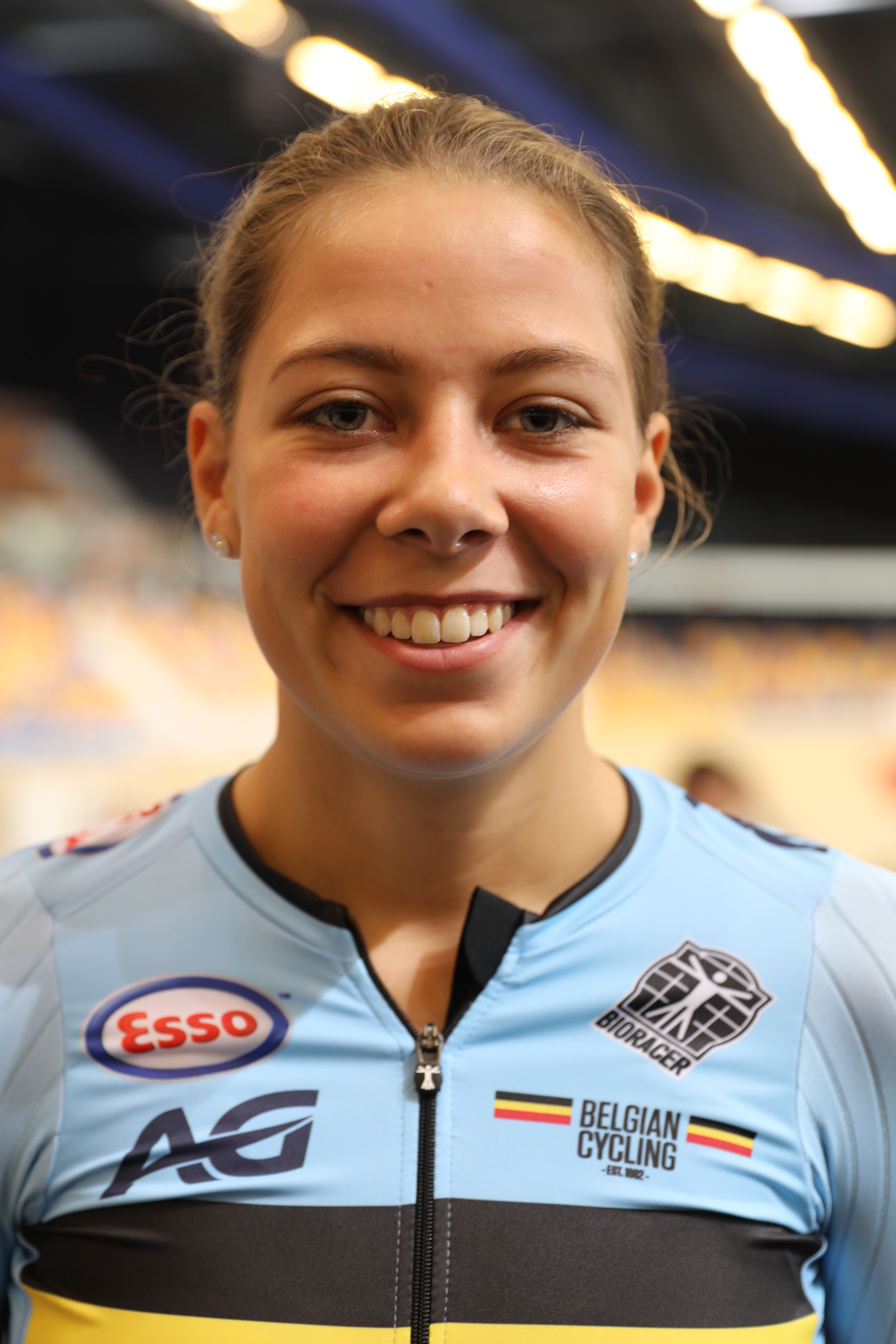
Shari Bossuyt aus Belgien gewann das Ausscheidungsfahren der U23-Frauen

| Platz | Sportler            | Land |
| ----- | ------------------- | ---- |
|       | Davide Boscaro      | ITA  |
|       | Tim Torn Teutenberg | GER  |
|       | Filip Prokopyszyn   | POL  |

| Platz | Sportlerin         | Land |
| ----- | ------------------ | ---- |
|       | Shari Bossuyt      | BEL  |
|       | Sophie Lewis       | GBR  |
|       | Kristina Nenadović | FRA  |

### Scratch
| Platz | Sportler        | Land |
| ----- | --------------- | ---- |
|       | William Tidball | GBR  |
|       | Tim Wafler      | AUT  |
|       | Kyrylo Tsarenko | UKR  |

| Platz | Sportlerin      | Land |
| ----- | --------------- | ---- |
|       | Petra Ševčíková | CZE  |
|       | Ella Barnwell   | GBR  |
|       | Daniela Campos  | POR  |

### Punktefahren

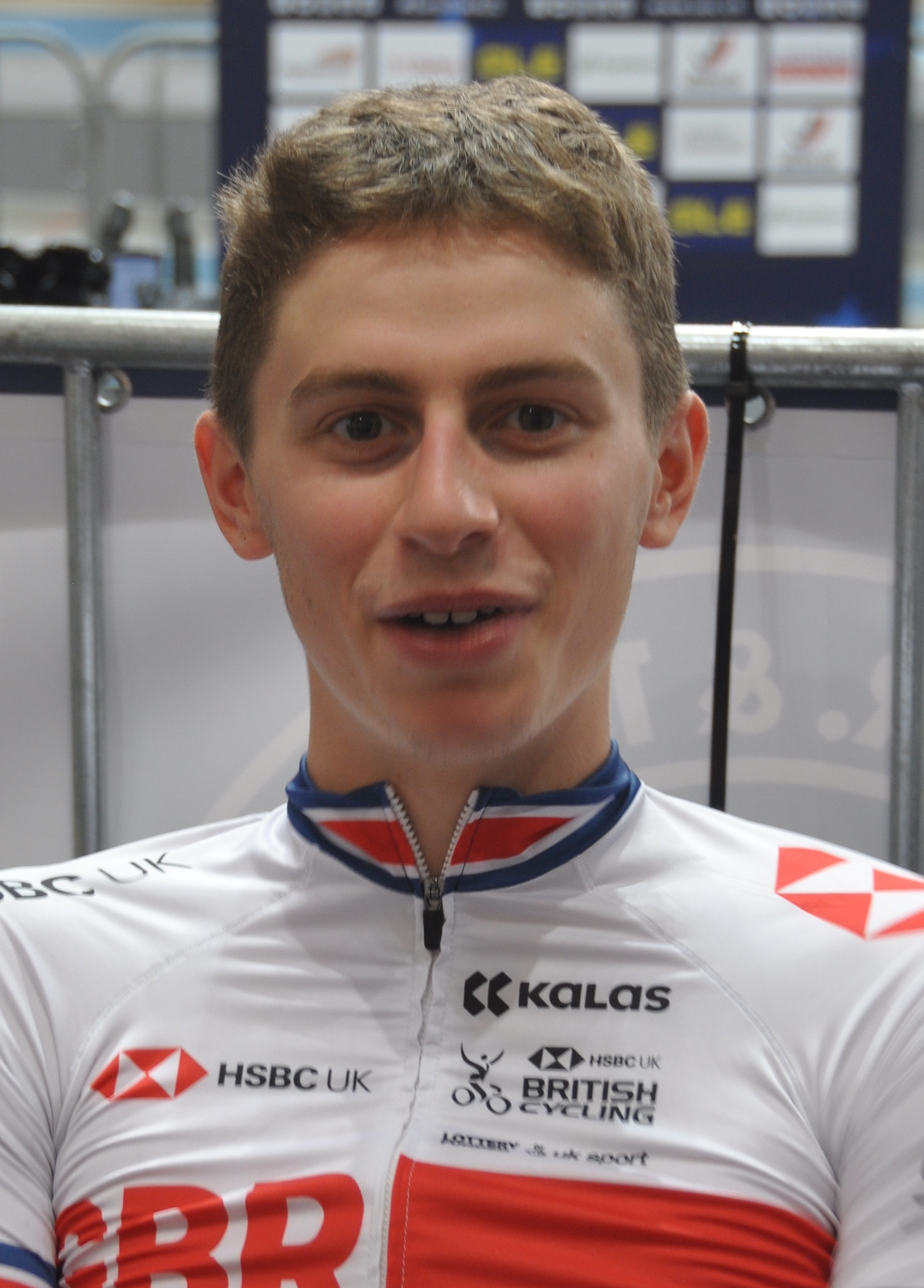
Der Brite Oscar Nilsson-Julien holte den EM-Titel im Omnium der U23-Männer

| Platz | Sportler               | Land | Punkte |
| ----- | ---------------------- | ---- | ------ |
|       | Maximilian Schmidbauer | AUT  | 64     |
|       | Diogo Narciso          | POR  | 63     |
|       | Grégory Pouvreault     | FRA  | 53     |

| Platz | Sportlerin         | Land | Punkte |
| ----- | ------------------ | ---- | ------ |
|       | Silvia Zanardi     | ITA  | 63     |
|       | Daniek Hengeveld   | NED  | 57     |
|       | Kristina Nenadovic | FRA  | 38     |

### Omnium
| Platz | Sportler             | Land | Punkte |
| ----- | -------------------- | ---- | ------ |
|       | Oscar Nilsson-Julien | GBR  | 165    |
|       | Tim Torn Teutenberg  | GER  | 163    |
|       | Philip Heijnen       | NED  | 156    |

| Platz | Sportlerin       | Land | Punkte |
| ----- | ---------------- | ---- | ------ |
|       | Shari Bossuyt    | BEL  | 129    |
|       | Daniek Hengeveld | NED  | 121    |
|       | Jade Labastugue  | FRA  | 115    |

### Madison
| Platz | Sportler                          | Land | Punkte (Runden) |
| ----- | --------------------------------- | ---- | --------------- |
|       | Yanne Dorenbos Philip Heijnen     | NED  | 54              |
|       | William Tidball Samuel Watson     | GBR  | 37              |
|       | Malte Maschke Tim Torn Teutenberg | GER  | 26              |

| Platz | Sportlerin                      | Land | Punkte (Runden) |
| ----- | ------------------------------- | ---- | --------------- |
|       | Matilde Vitillo Silvia Zanardi  | ITA  | 36              |
|       | Eluned King Sophie Lewis        | GBR  | 31              |
|       | Shari Bossuyt Katrijn De Clercq | BEL  | 28              |

## Resultate Juniorinnen/Junioren
Legende: „G“ = Zeit aus dem Finale um Gold; „B“ = Zeit aus dem Finale um Bronze

### Sprint
| Platz | Sportler          | Land | Zeit (s)              |
| ----- | ----------------- | ---- | --------------------- |
|       | Mattia Predomo    | ITA  | 10,313 (1) 10,074 (2) |
|       | Marcin Marciniak  | POL  |                       |
|       | Danny-Luca Werner | GER  | 10,452 (1) 10,797 (29 |

| Platz | Sportlerin      | Land | Zeit (s)              |
| ----- | --------------- | ---- | --------------------- |
|       | Clara Schneider | GER  | 11,781 (1) 11,961 (2) |
|       | Stella Müller   | GER  |                       |
|       | Julie Nicolaes  | BEL  | 11,741 (1) 11,750 (2) |

### Keirin
| Platz | Sportler         | Land |
| ----- | ---------------- | ---- |
|       | Mattia Predomo   | ITA  |
|       | Marcin Marciniak | POL  |
|       | Stefano Minuta   | ITA  |

| Platz | Sportlerin        | Land |
| ----- | ----------------- | ---- |
|       | Anna Jaborníková  | CZE  |
|       | Clara Schneider   | GER  |
|       | Lara-Sophie Jäger | GER  |

### Teamsprint
| Platz | Sportler                                                                   | Land | Zeit (s) |
| ----- | -------------------------------------------------------------------------- | ---- | -------- |
|       | Torben Osterheld Luca Spiegel Danny-Luca Werner Pete-Collin Flemming       | GER  | 45,069   |
|       | Gracjan Dabrowski Mateusz Przymusinski Marcin Marciniak Radoslaw Laskowski | POL  | 45,677   |
|       | Milo Marcolli Stefano Minuta Mattia Predomo                                | ITA  | 45,880   |

| Platz | Sportlerin                                                | Land | Zeit (s) |
| ----- | --------------------------------------------------------- | ---- | -------- |
|       | Lara-Sophie Jäger Stella Müller Clara Schneider           | GER  | 49,981   |
|       | Anna Jaborníková Sára Kateřina Peterková Michaela Poulová | CZE  | 51,636   |
|       | Natalia Kaczmarczyk Eliza Rabazynska Natalia Glowacka     | POL  | 52,500   |

### Zeitfahren
| Platz | Sportler              | Land | Zeit (min) |
| ----- | --------------------- | ---- | ---------- |
|       | Matěj Hytych          | CZE  | 1:03,076   |
|       | Kenneth Meng          | GER  | 1:03,302   |
|       | Beñat Garaiar Pikabea | ESP  | 1:03,364   |

| Platz | Sportlerin        | Land | Zeit (s) |
| ----- | ----------------- | ---- | -------- |
|       | Clara Schneider   | GER  | 34,918   |
|       | Julie Nicolaes    | BEL  | 35,177   |
|       | Lara-Sophie Jäger | GER  | 36,127   |

### Einerverfolgung
| Platz | Sportler         | Land | Zeit (min) |
| ----- | ---------------- | ---- | ---------- |
|       | Luca Giaimi      | ITA  | 3:10,784 G |
|       | Ben Felix Jochum | GER  | 3:10,861 G |
|       | Joshua Tarling   | GBR  | 3:13,478 B |

| Platz | Sportlerin          | Land | Zeit (min) |
| ----- | ------------------- | ---- | ---------- |
|       | Federica Venturelli | ITA  | 2:20,808 G |
|       | Isabel Sharp        | GBR  | 2:23,571 G |
|       | Lara Lallemant      | FRA  | 2:24,778 B |

### Mannschaftsverfolgung
| Platz | Sportler                                                               | Land | Zeit (min) |
| ----- | ---------------------------------------------------------------------- | ---- | ---------- |
|       | Alessio Delle Vedove Renato Favero Luca Giaimi Andrea Raccagni Noviero | ITA  | 3:59,703 G |
|       | Ben Felix Jochum Bruno Keßler Tobias Müller Jasper Schröder Leon Arenz | GER  | 4:03,641 G |
|       | Ben Wiggins Dylan Hicks Noah Hobbs Joshua Tarling                      | GBR  | 4:03,669 B |

| Platz | Sportlerin                                                                   | Land | Zeit (min) |
| ----- | ---------------------------------------------------------------------------- | ---- | ---------- |
|       | Francesca Pellegrini Martina Sanfilippo Federica Venturelli Valentina Zanzi  | ITA  | 4:28,759 G |
|       | Hannah Kunz Justyna Czapla Seána Littbarski-Gray Magdalena Fuchs Jette Simon | GER  | 4:33,250 G |
|       | Zuzanna Chylinska Anna Długaś Maja Tracka Martyna Szczesna Laura Rybkiewicz  | POL  | 4:39,601 B |

### Ausscheidungsfahren
| Platz | Sportler      | Land |
| ----- | ------------- | ---- |
|       | Matteo Fiorin | ITA  |
|       | Jed Smithson  | GBR  |
|       | Žak Eržen     | SLO  |

| Platz | Sportlerin      | Land |
| ----- | --------------- | ---- |
|       | Barbora Němcová | CZE  |
|       | Anna Kolyzhuk   | UKR  |
|       | Awen Roberts    | GBR  |

### Scratch
| Platz | Sportler          | Land |
| ----- | ----------------- | ---- |
|       | Rafael Delhomme   | FRA  |
|       | Lorenzo Anniballi | ITA  |
|       | Jed Smithson      | GBR  |

| Platz | Sportlerin        | Land |
| ----- | ----------------- | ---- |
|       | Lani Wittevrongel | BEL  |
|       | Maja Tracka       | POL  |
|       | Ori Bash          | ISR  |

### Punktefahren
| Platz | Sportler         | Land | Punkte |
| ----- | ---------------- | ---- | ------ |
|       | Ben Wiggins      | GBR  | 56     |
|       | Justus Willemsen | NED  | 50     |
|       | Titouan Fontaine | FRA  | 47     |

| Platz | Sportlerin       | Land | Punkte |
| ----- | ---------------- | ---- | ------ |
|       | Isabel Sharp     | GBR  | 58     |
|       | Aurore Pernollet | FRA  | 35     |
|       | Hélène Hesters   | BEL  | 25     |

### Omnium
| Platz | Sportler        | Land | Punkte |
| ----- | --------------- | ---- | ------ |
|       | Elmar Abma      | NED  | 116    |
|       | Noah Hobbs      | GBR  | 107    |
|       | Daniil Yakovlev | UKR  | 102    |

| Platz | Sportlerin          | Land | Punkte |
| ----- | ------------------- | ---- | ------ |
|       | Federica Venturelli | ITA  | 147    |
|       | Doriane Kaufmann    | FRA  | 113    |
|       | Grace Lister        | GBR  | 107    |

### Madison
| Platz | Sportler                     | Land | Punkte (Runden) |
| ----- | ---------------------------- | ---- | --------------- |
|       | Milan Kadlec Matyáš Koblížek | CZE  | 34              |
|       | Elmar Abma Justus Willemsen  | NED  | 26              |
|       | Dylan Hicks Joshua Tarling   | GBR  | 23              |

| Platz | Sportlerin                           | Land | Punkte (Runden) |
| ----- | ------------------------------------ | ---- | --------------- |
|       | Babette van der Wolf Nienke Venhoven | NED  | 24              |
|       | Jette Simon Justyna Czapla           | GER  | 23              |
|       | Hélène Hesters Febe Jooris           | BEL  | 13              |

## Medaillenspiegel
| Platz | Land           | Gold | Silber | Bronze | Gesamt |
| ----- | -------------- | ---- | ------ | ------ | ------ |
| 1     | Italien        | 16   | 2      | 5      | 23     |
| 2     | Deutschland    | 8    | 13     | 8      | 29     |
| 3     | Großbritannien | 5    | 9      | 7      | 21     |
| 4     | Tschechien     | 5    | 2      | 0      | 7      |
| 5     | Niederlande    | 4    | 4      | 1      | 9      |
| 6     | Belgien        | 3    | 2      | 4      | 9      |
| 7     | Frankreich     | 2    | 4      | 8      | 14     |
| 8     | Österreich     | 1    | 1      | 0      | 2      |
| 9     | Polen          | 0    | 5      | 4      | 9      |
| 10    | Ukraine        | 0    | 1      | 2      | 3      |
| 11    | Portugal       | 0    | 1      | 1      | 2      |
| 12    | Slowenien      | 0    | 0      | 1      | 1      |
| 12    | Spanien        | 0    | 0      | 1      | 1      |
| 12    | Israel         | 0    | 0      | 1      | 1      |
| Total | Total          | 44   | 44     | 43     | 131    |

## Aufgebote

### Bund Deutscher Radfahrer

#### U23
- Frauen Ausdauer: Hanna Dopjans, Lana Eberle, Fabienne Jährig, Dorothea Heitzmann, Lena Charlotte Reißner, Marla Sigmund

- Frauen Kurzzeit: Katharina Albers, Alessa-Catriona Pröpster, Christina Sperlich

- Männer Ausdauer: Benjamin Boos, Tobias Buck-Gramcko, Laurin Drescher, Franz Groß, Nicolas Heinrich, Malte Maschke, Oliver Spitzer

- Männer Kurzzeit: Paul Groß, Anton Höhne, Paul Schippert, Willy Weinrich

#### Junioren
- Juniorinnen Ausdauer: Justyna Czapla, Magdalena Fuchs, Hannah Kunz, Seána Littbarski-Gray, Jule Märkl, Jette Simon

- Juniorinnen Kurzzeit: Stella Müller, Lara-Sophie Jäger, Clara Schneider

- Junioren Ausdauer: Leon Arenz, Ben Felix Jochum, Bruno Kessler, Louis Leidert, Tobias Müller, Jasper Schröder

- Junioren Kurzzeit: Kenneth Meng, Torben Osterheld, Luca Spiegel, Danny-Luca Werner, Pete Flemming

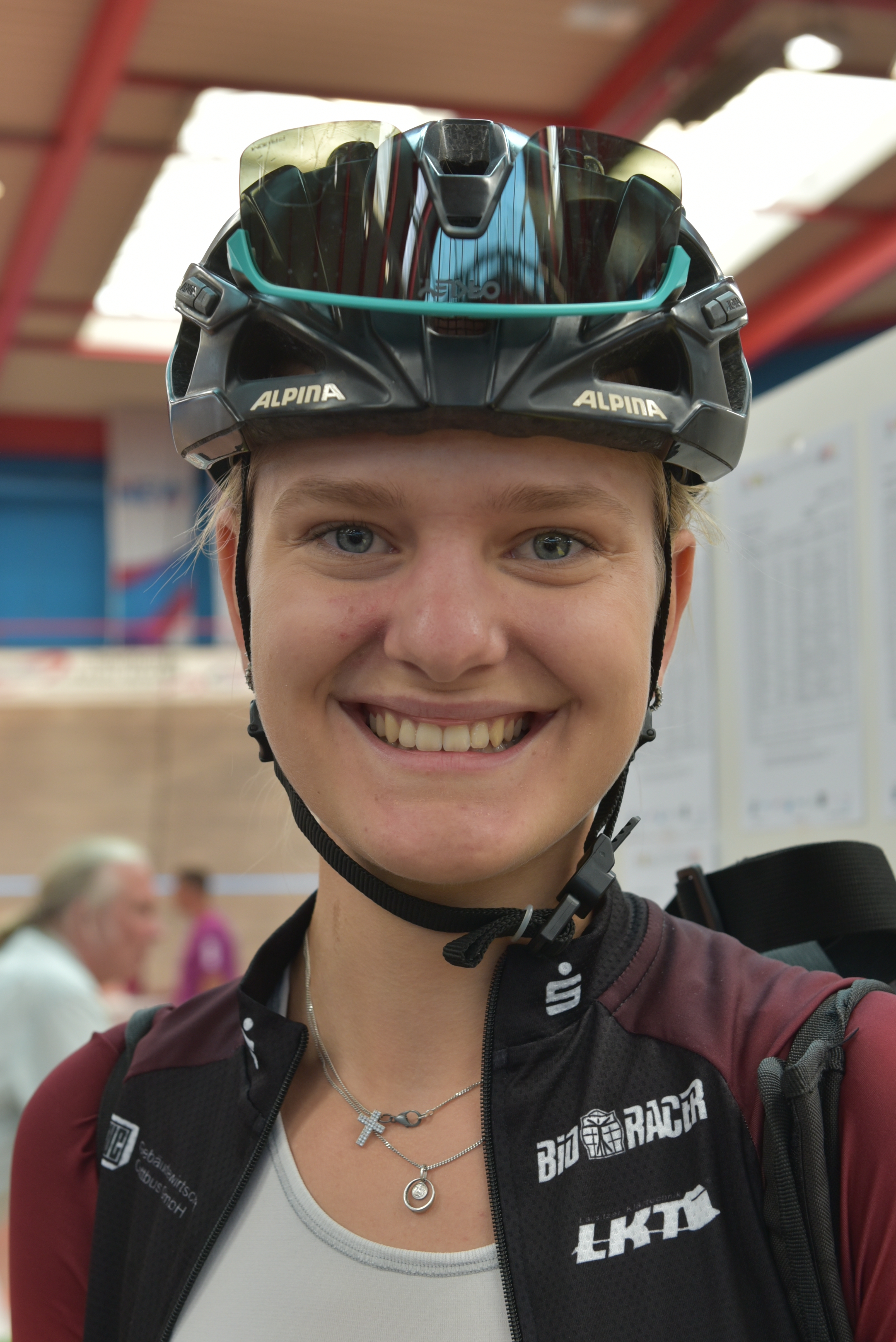
Hanna Dopjans
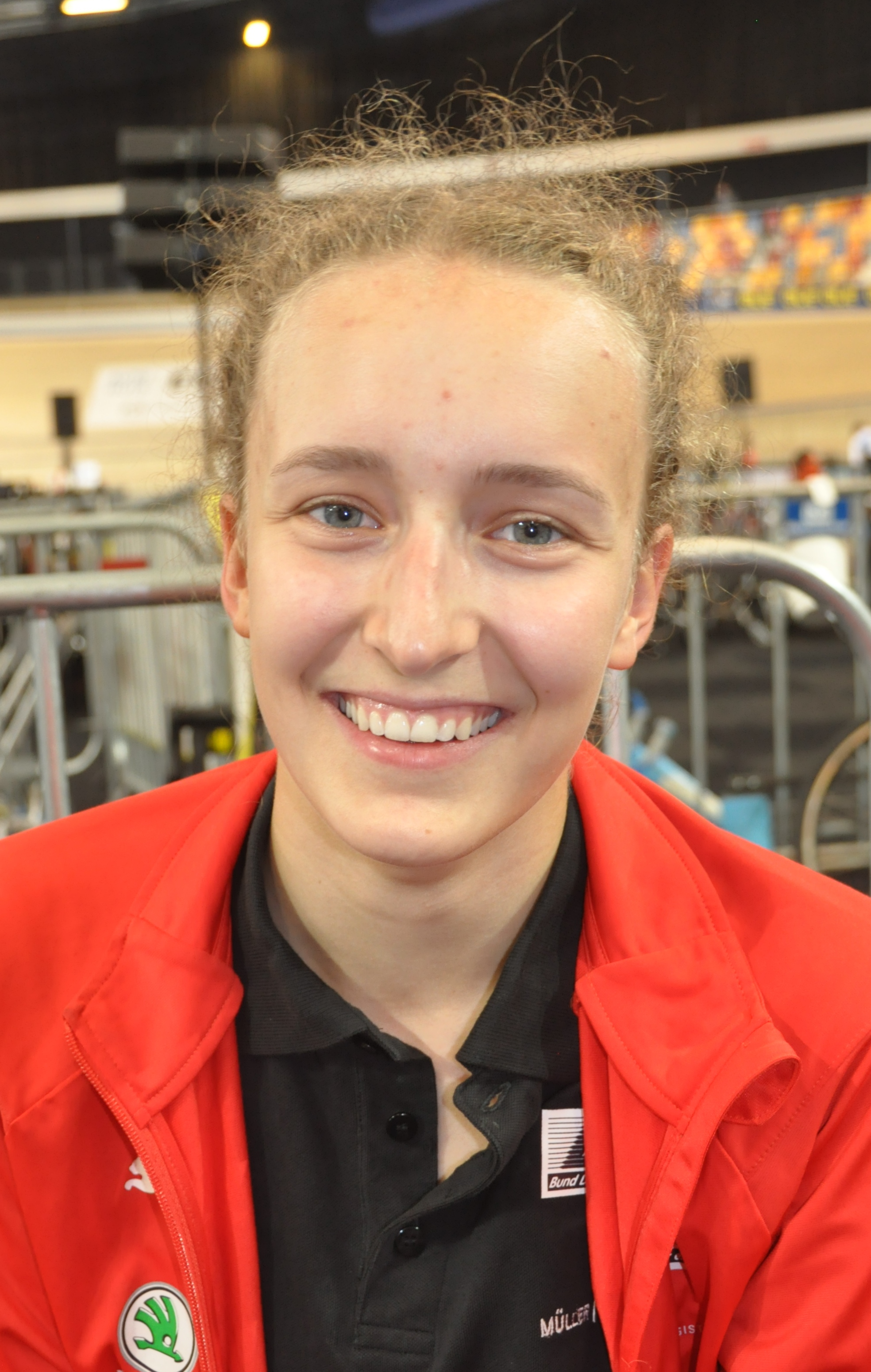
Marla Sigmund
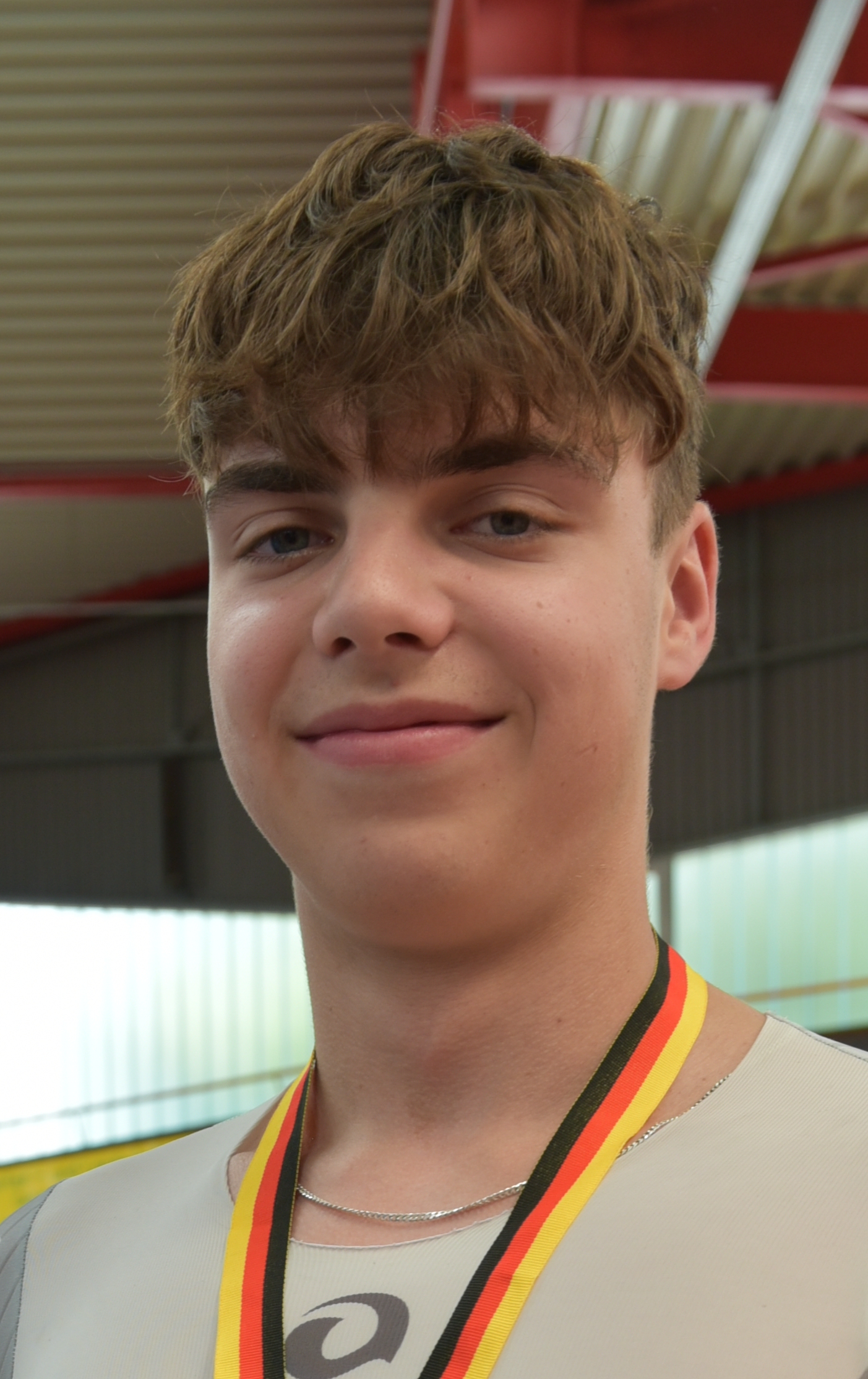
Kenneth Meng
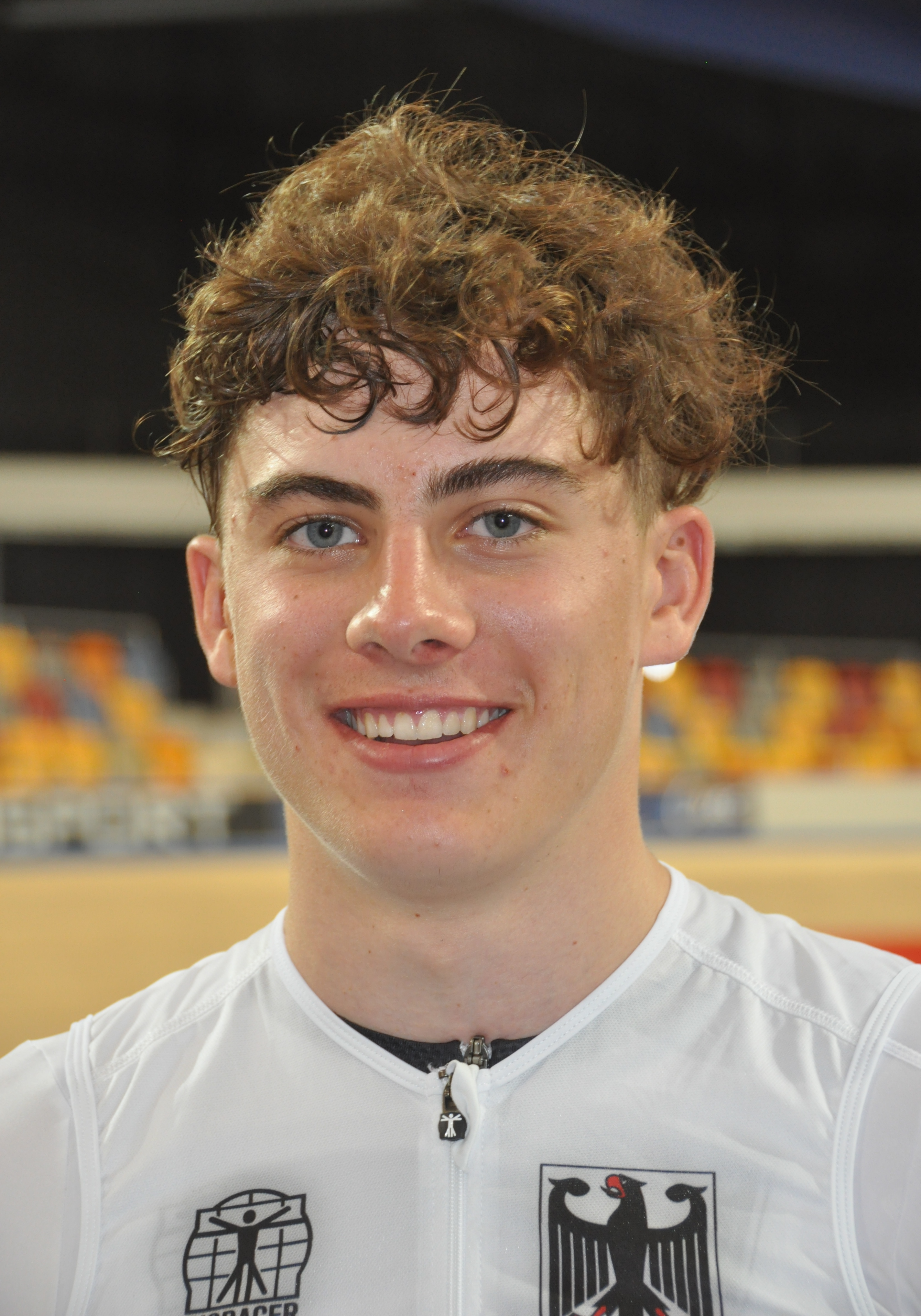
Benjamin Boos
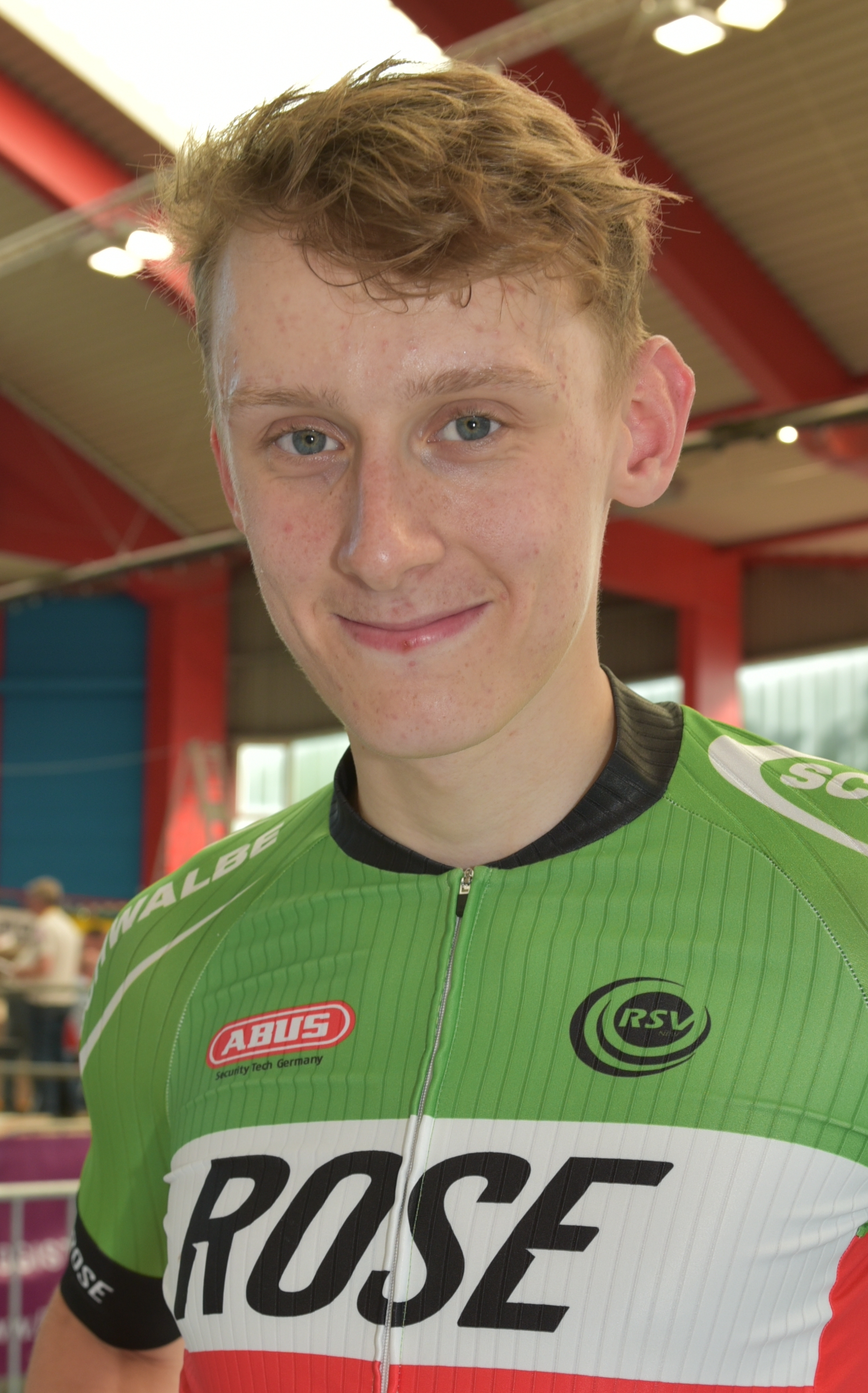
Leon Arenz
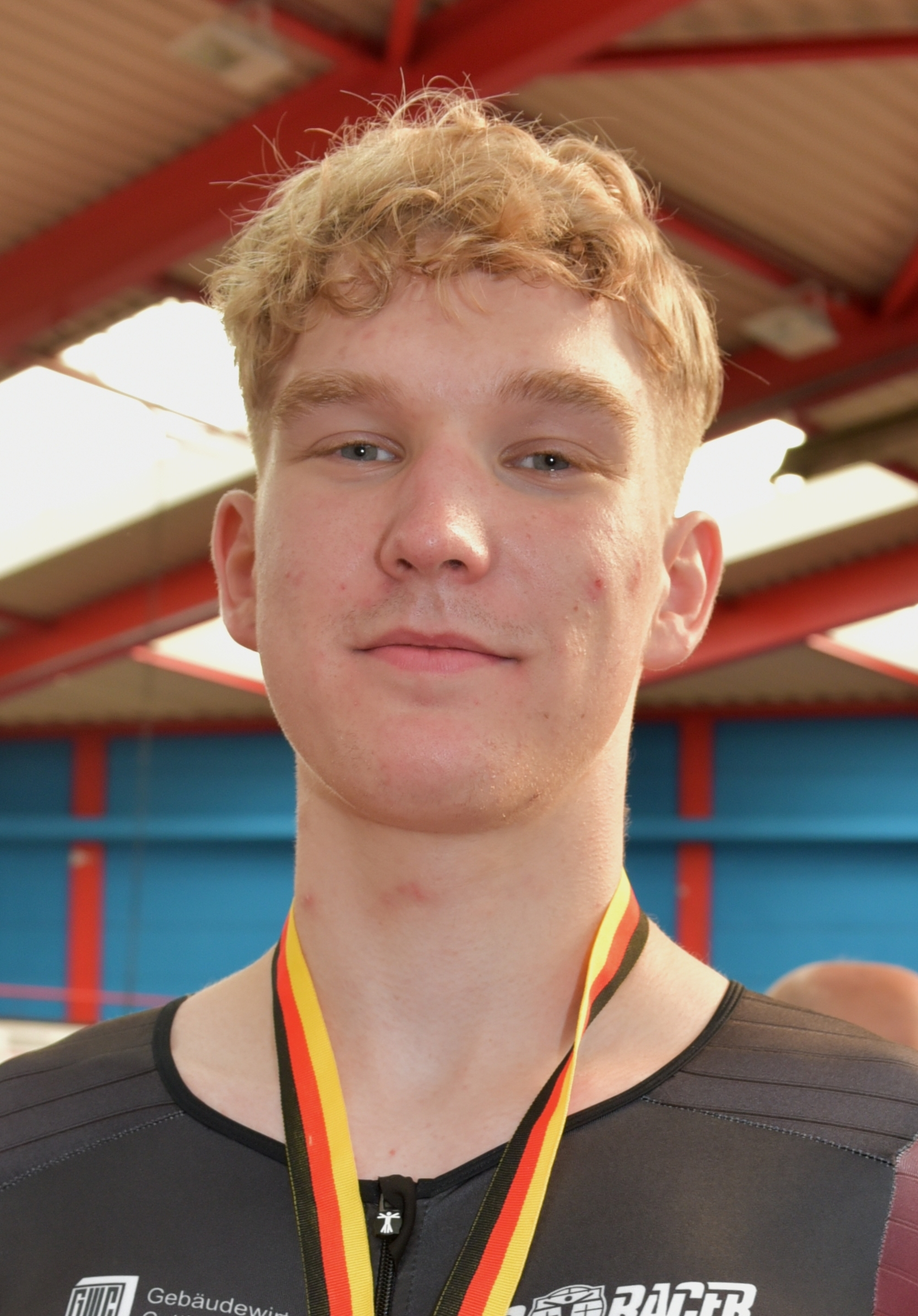
Danny-Luca Werner
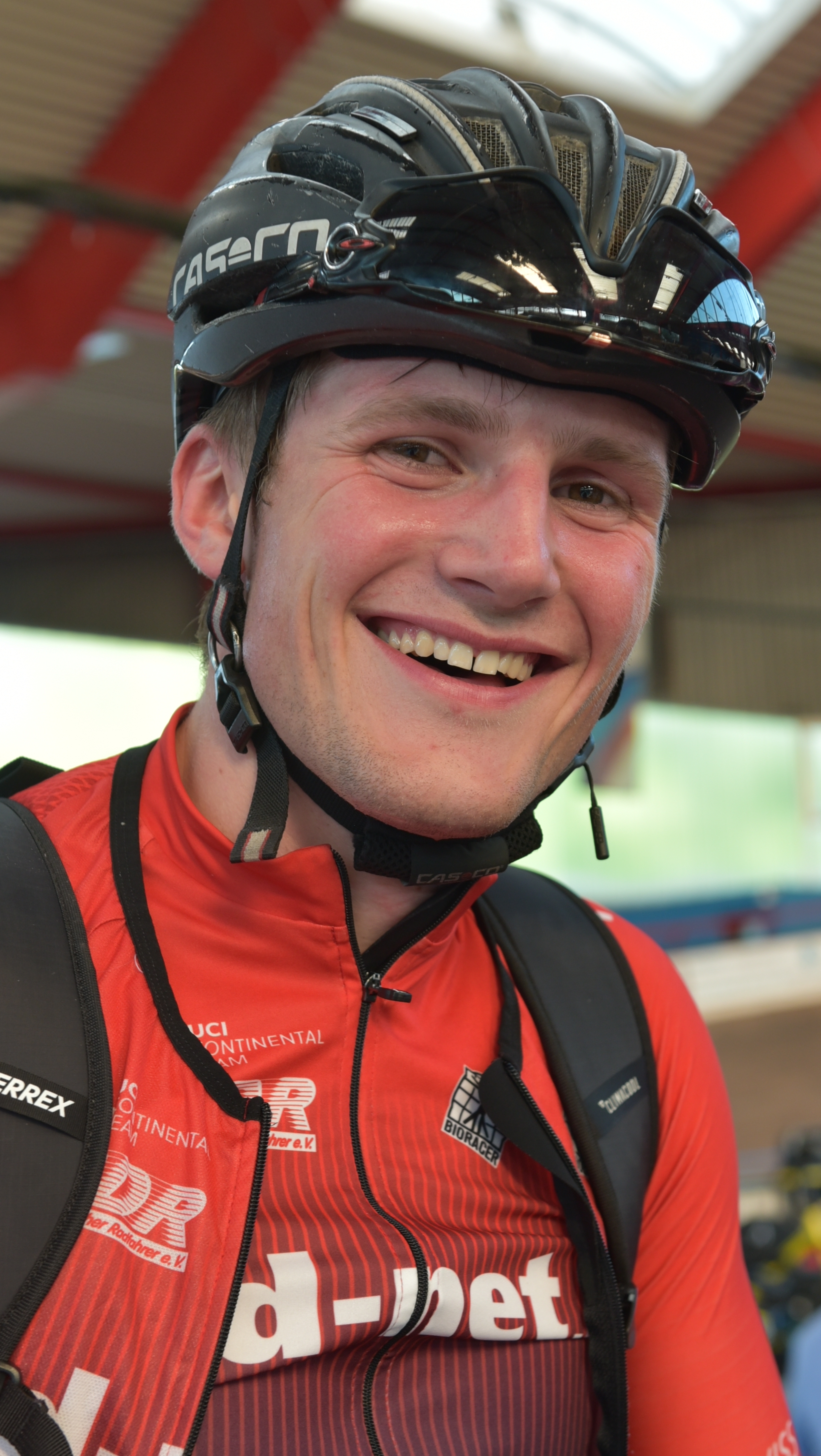
Laurin Drescher

### Österreichischer RV

#### Junioren
- Junioren: Raphael Kokas

#### U23
- Frauen U23: Leila Geschwentner
- Männer U23: Valentin Götzinger, Stefan Kovar, Maximilian Schmidbauer, Tim Wafler

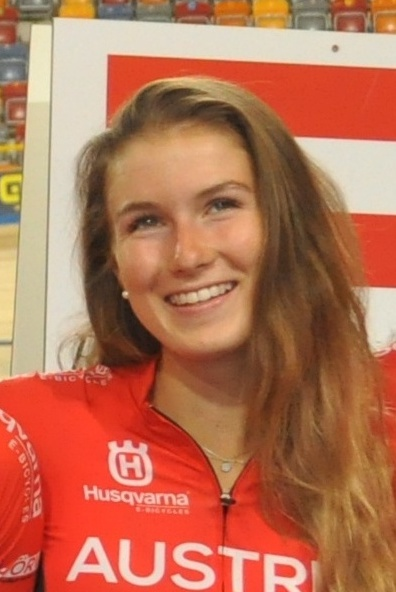
Leila Gschwentner
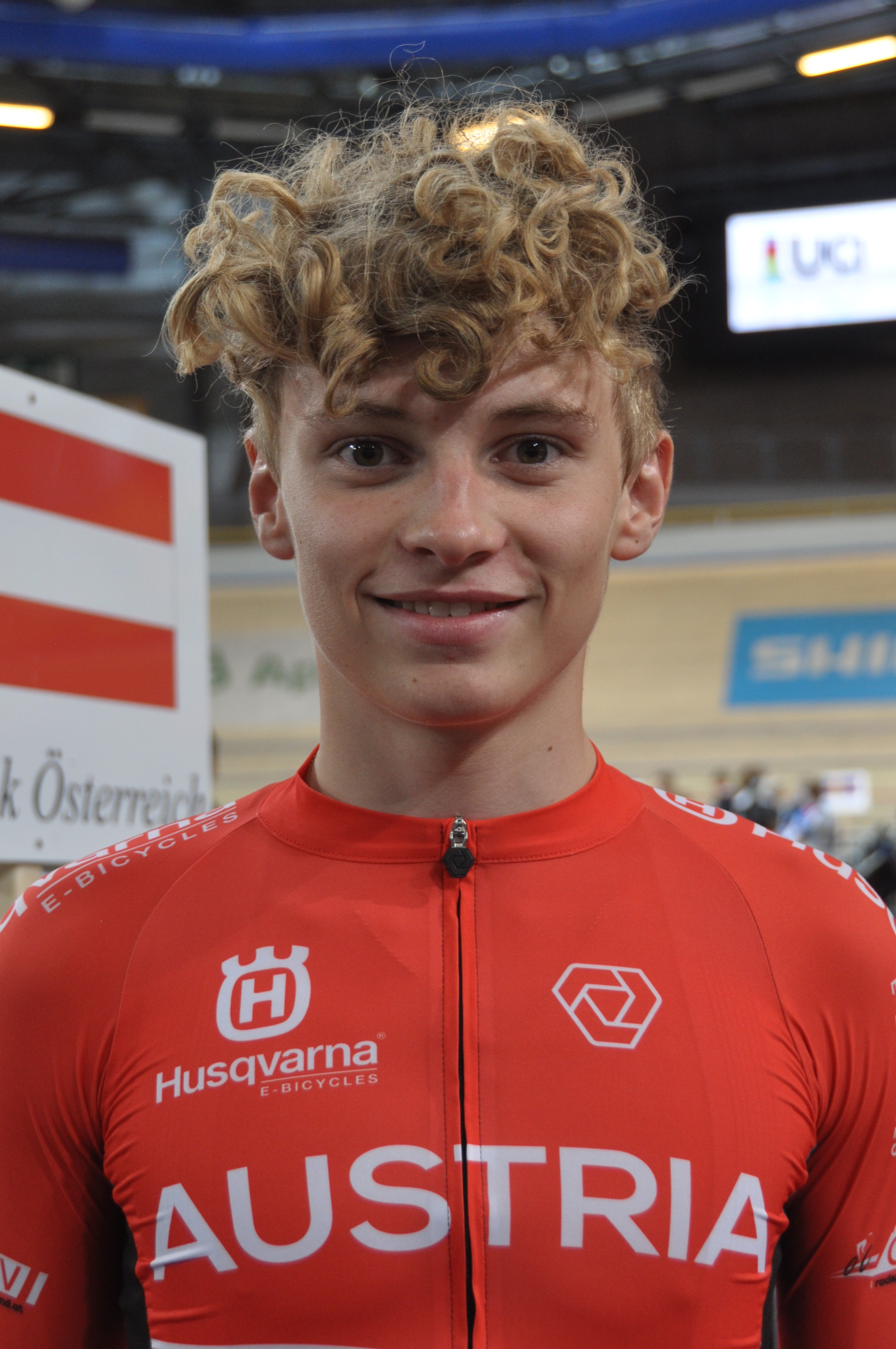
Raphael Kokas
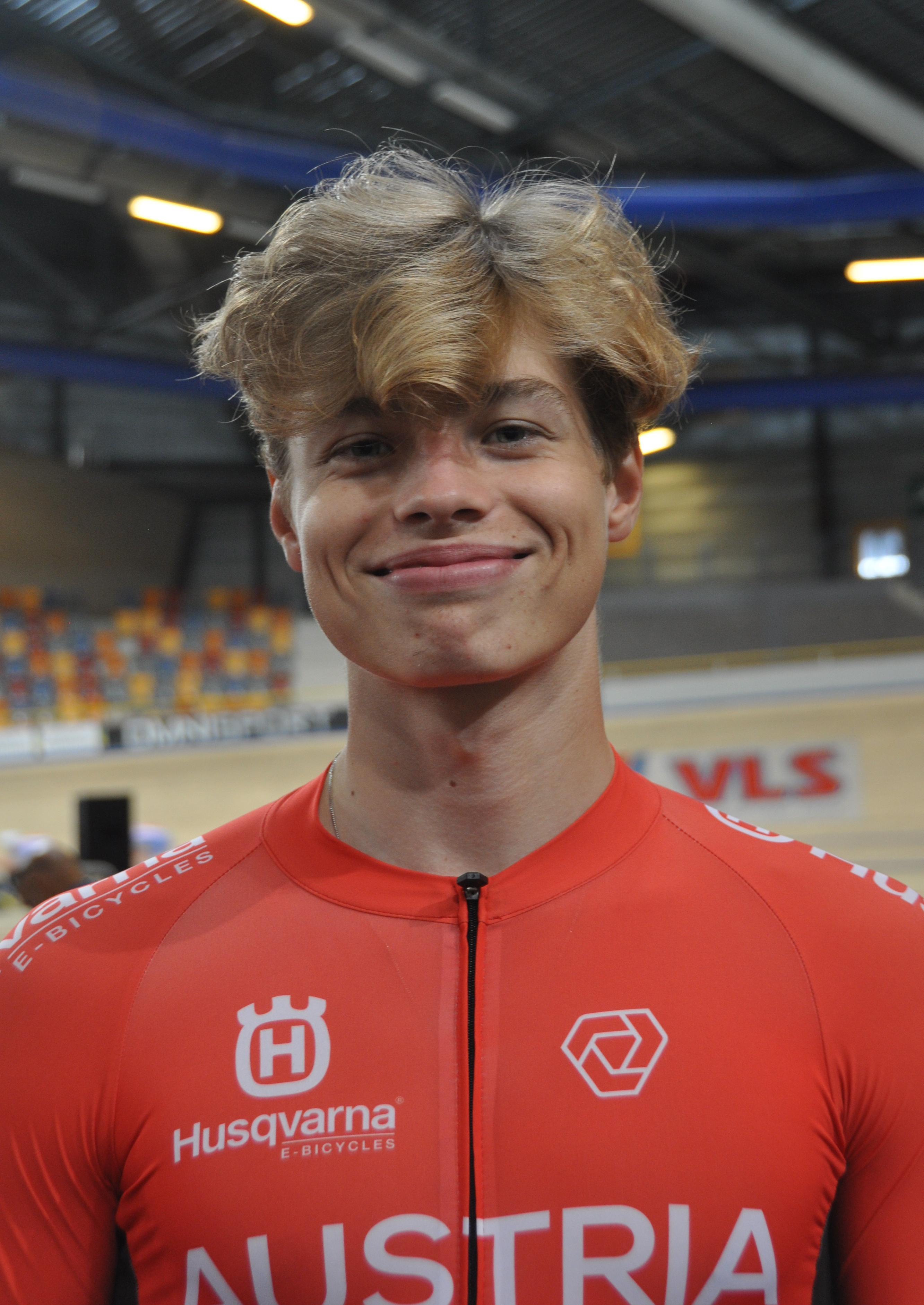
Stefan Kovar
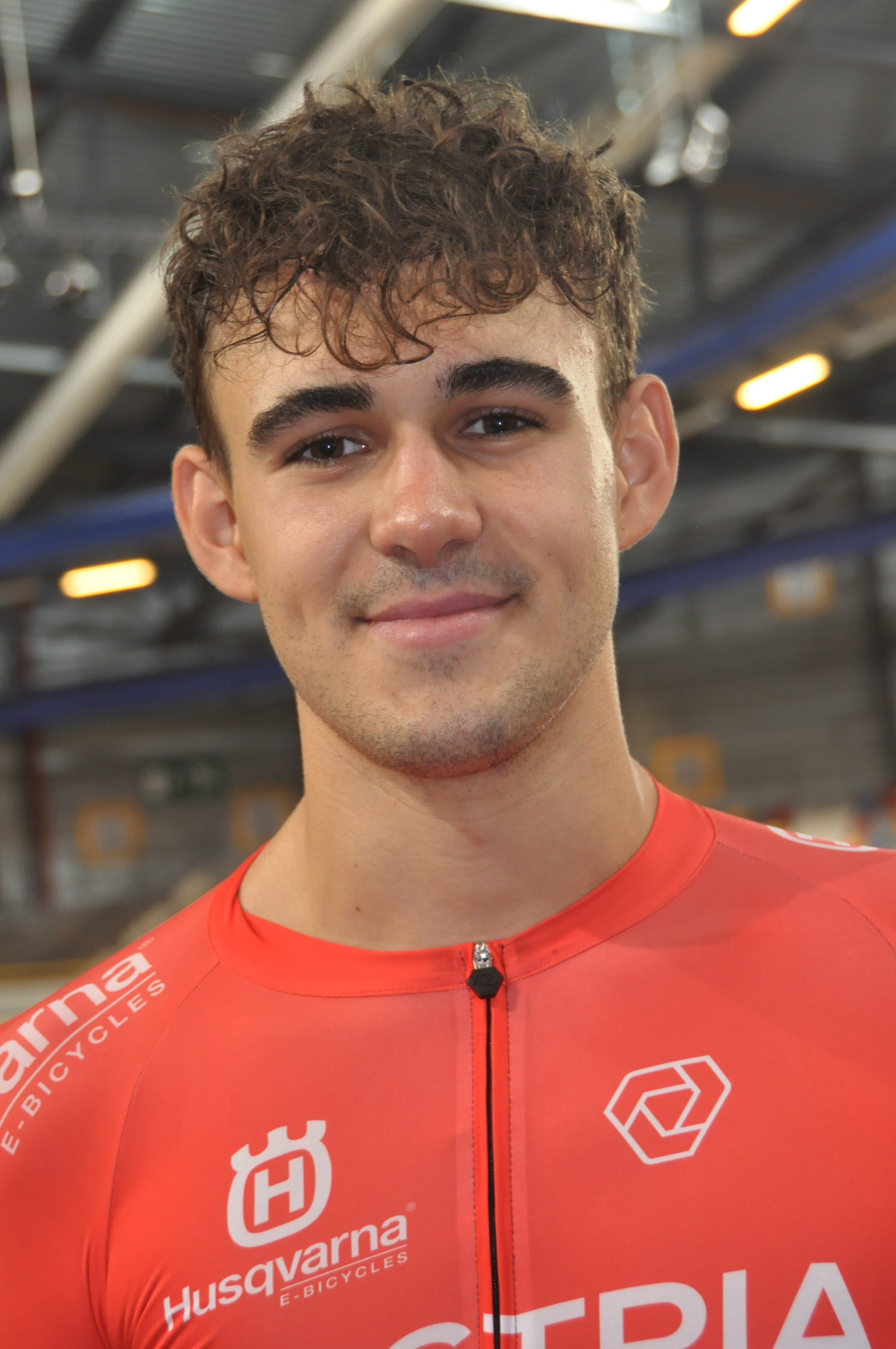
Tim Wafler

### Swiss Cycling

#### Junioren
- Juniorinnen: Fantine Fragnière, Lorena Leu, Zoe Schiess, Janice Stettler, Viviane Trapp
- Junioren: Luca Bühlmann, Jonas Müller, Noah Obrist, Micha Plüss, Tim Rey, Mathis Vouilloz

#### U23
- Frauen: Jasmin Liechti
- Männer: Matteo Constant, Nicolò De Lisi, Damien Fortis, Pascal Tappeiner, Dominik Weiss, Fabian Weiss

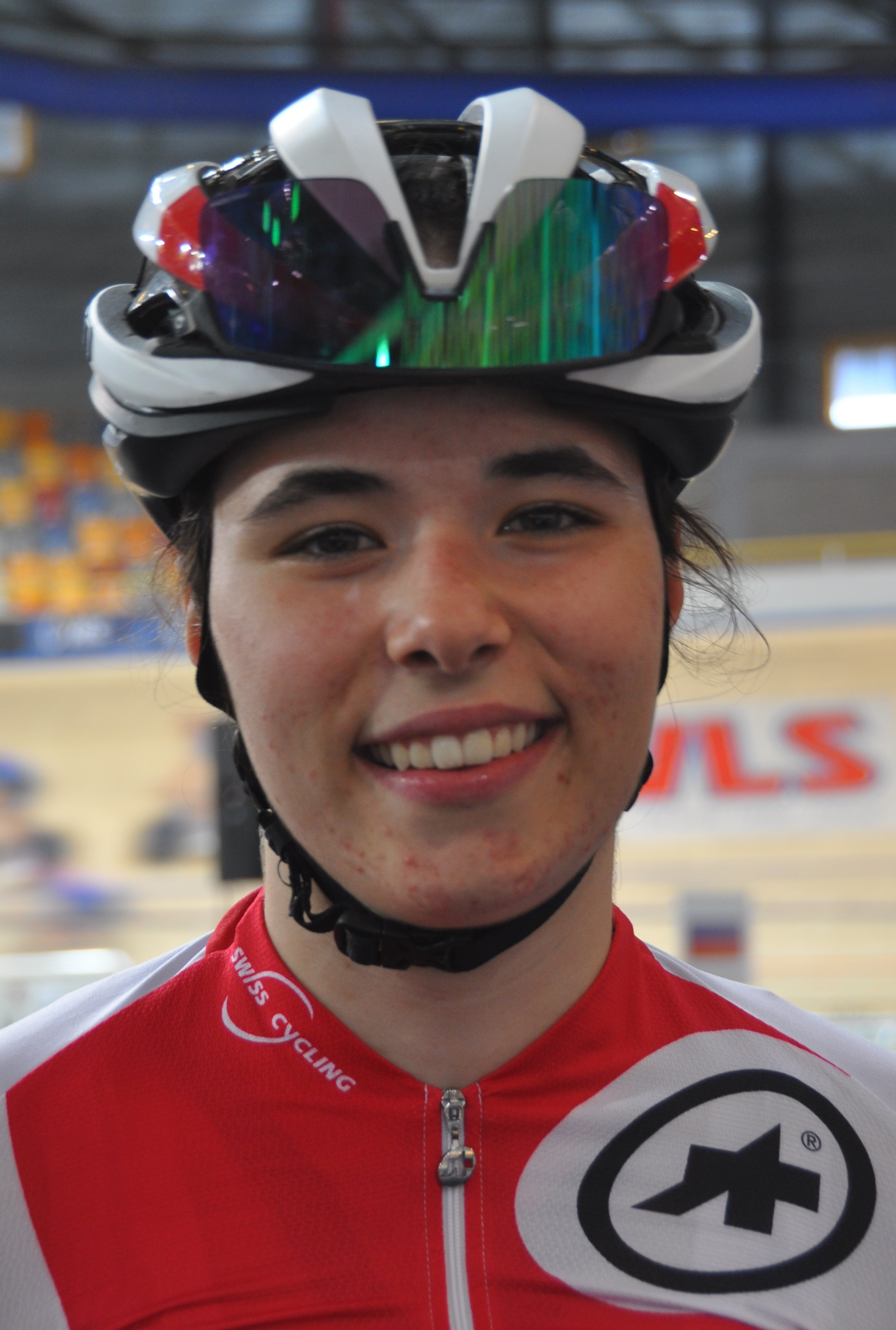
Lorena Leu
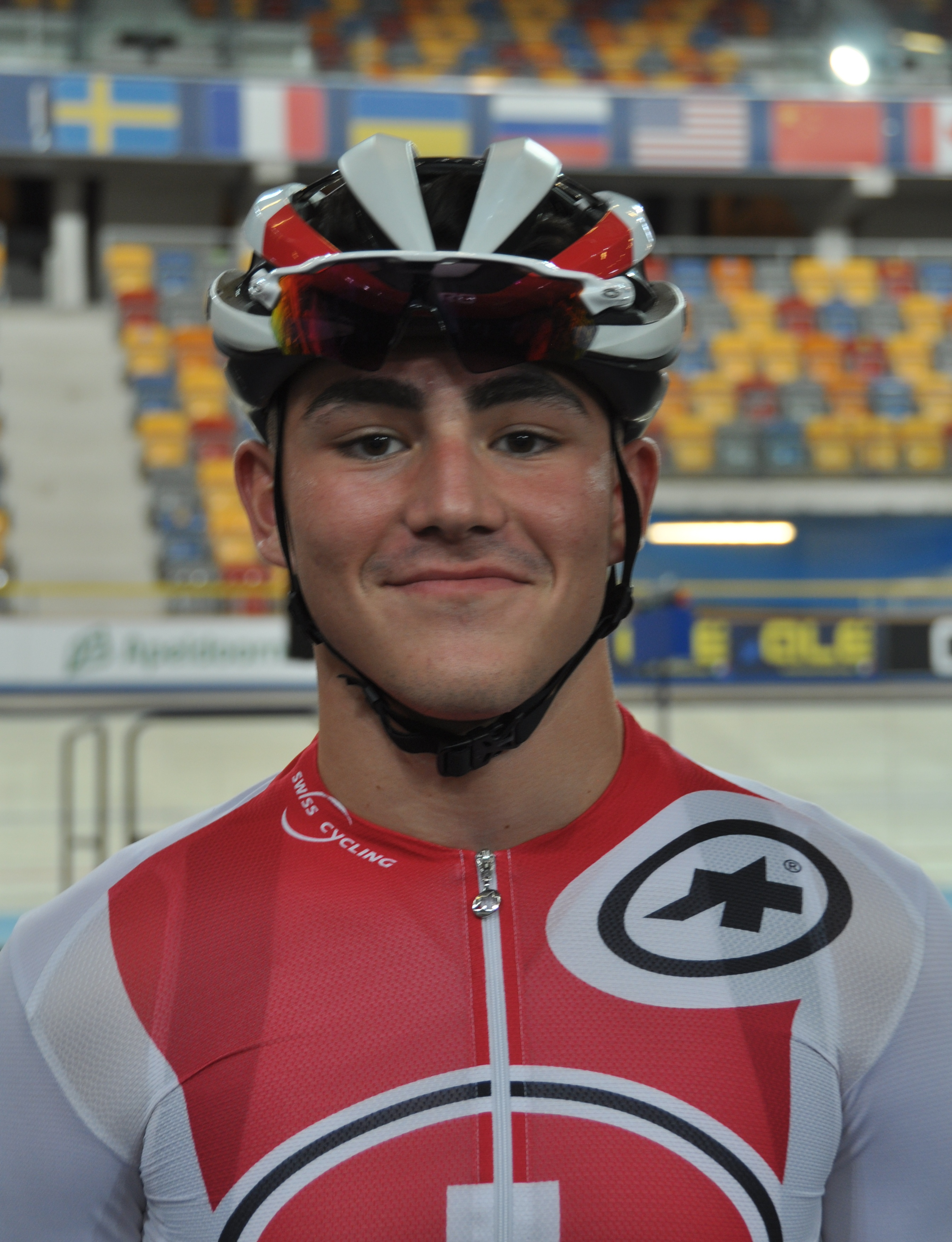
Damien Fortis
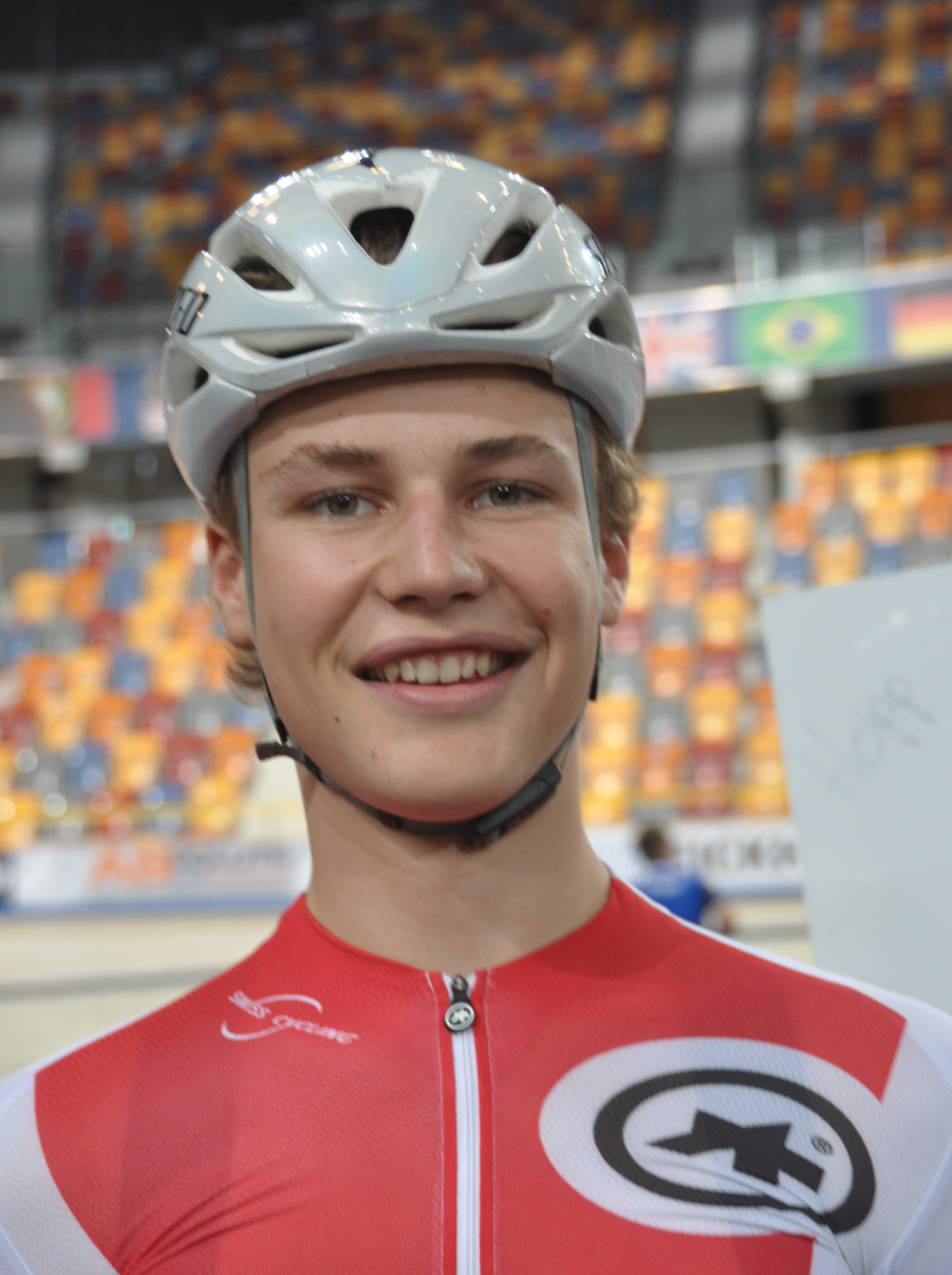
Pascal Tappeiner
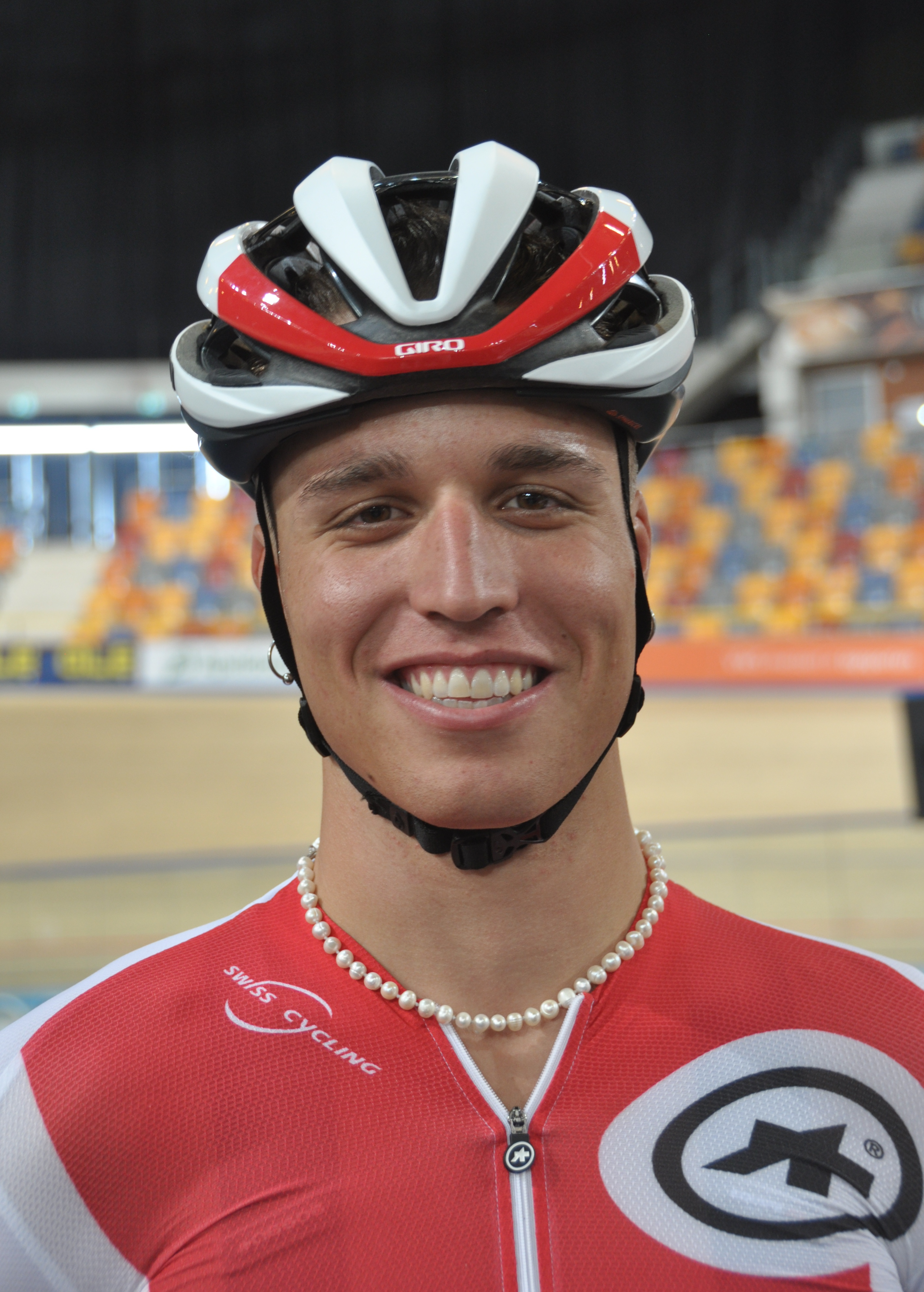
Nicolò De Lisi
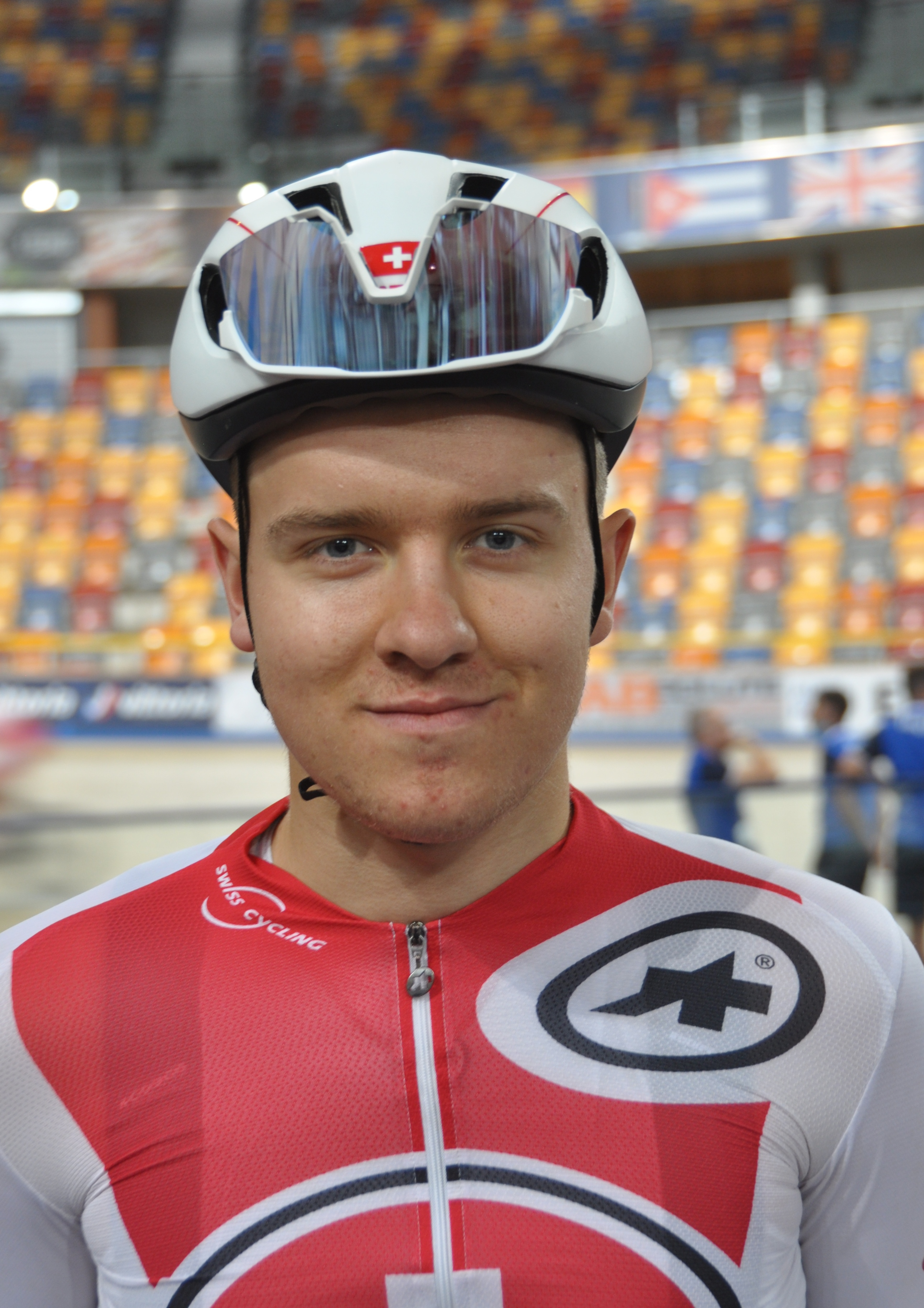
Dominik Weiss
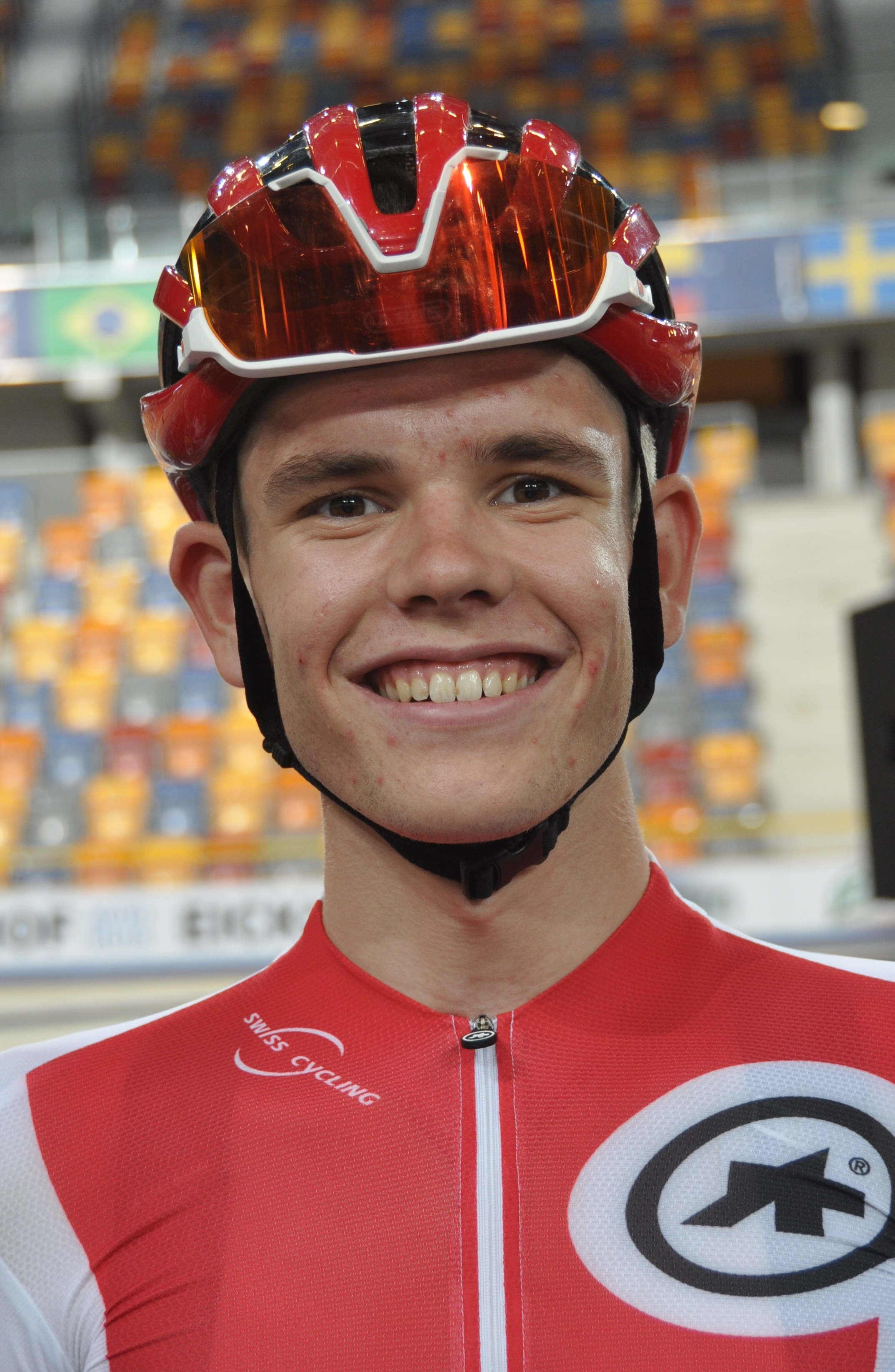
Fabian Weiss